# David Beckham
David Robert Joseph Beckham (OBE, sinh ngày 2 tháng 5 năm 1975) là một cựu cầu thủ bóng đá chuyên nghiệp người Anh từng thi đấu cho các câu lạc bộ Manchester United, Preston North End, Real Madrid, A.C. Milan, Los Angeles Galaxy, Paris Saint-Germain và đội tuyển quốc gia Anh ở vị trí tiền vệ. Anh đã có được trận đấu thứ 100 với đội tuyển Anh trong trận đấu với Pháp vào tháng 3 năm 2008. Anh là một trong những cầu thủ sút phạt xuất sắc nhất trong lịch sử bóng đá.

Anh đã có hai lần được bình chọn là Cầu thủ xuất sắc nhất năm của FIFA, và vào năm 2004 là cầu thủ được trả lương cao nhất thế giới. Anh là chủ đề được tìm kiếm nhiều nhất trong các chủ đề về thể thao của Google vào năm 2003 và 2004. Sự công nhận rộng rãi trên toàn cầu đã tạo cho anh một thương hiệu quảng cáo thượng hạng và là biểu tượng của thời trang cao cấp. Beckham là đội trưởng đội tuyển Anh từ ngày 15 tháng 11 năm 2000 đến ngày 2 tháng 7 năm 2006. Anh có tổng cộng 58 trận ra sân với tư cách đội trưởng cho đến Vòng chung kết Giải vô địch bóng đá thế giới 2006. Anh tiếp tục đóng góp cho đội tuyển quốc gia Anh trong năm 2007.
Sự nghiệp của Beckham bắt đầu khi anh ký hợp đồng chuyên nghiệp với Manchester United, và có trận ra mắt ở đội một vào năm 1992 khi 17 tuổi. Trong suốt thời gian anh thi đấu tại đó, United giành được sáu danh hiệu Premier League, hai Cúp FA, và chức vô địch UEFA Champions League vào năm 1999. Anh rời Manchester United để ký hợp đồng với Real Madrid vào năm 2003, nơi anh trụ lại trong bốn mùa bóng. Khi ở Madrid, Beckham trở thành cầu thủ bóng đá Anh đầu tiên chơi 100 trận đấu tại Champions League. Trong mùa giải cuối cùng tại đó, Real đã giành được danh hiệu vô địch La Liga mùa giải 2006-07, và đó cũng là danh hiệu lớn duy nhất anh giành được cùng Real Madrid. Vào tháng 1 năm 2007, Beckham được công bố sẽ rời Real Madrid và ký hợp đồng năm năm với câu lạc bộ Los Angeles Galaxy ở Mỹ.
Hợp đồng mới của Beckham với Galaxy, có hiệu lực từ ngày 1 tháng 7 năm 2007, đưa anh trở thành cầu thủ có mức lương cao nhất trong lịch sử của giải MLS. Anh ra mắt câu lạc bộ vào ngày 21 tháng 7 trong trận giao hữu với Chelsea tại Home Depot Center, và vào ngày 15 tháng 8, anh có trận đấu chính thức đầu tiên với câu lạc bộ, ghi bàn thắng đầu tiên tại trận bán kết SuperLiga 2007. Trận đấu trong mùa giải đầu tiên là ngày 18 tháng 8 tại Sân vận động Giants.
Anh cũng được mời vào một chương trình đặc biệt trong loạt phim Phineas và Ferb, đó là Take Two with Phineas and Ferb.

## Thi đấu câu lạc bộ

### Niên thiếu và bước đầu
Beckham sinh ra tại Bệnh viện Whipps Cross ở Leytonstone, Luân Đôn, Anh; con trai của ông David Edward Alan "Ted" Beckham (sinh tại Edmonton, Luân Đôn, 1948), một thợ lắp ráp nhà bếp và là cũng là cổ động viên lâu năm của Manchester United, và vợ là (cưới tại London Borough của Hackney, 1969) bà Sandra Georgina West (sinh năm 1949), bà là một thợ làm tóc. Anh chơi bóng thường xuyên ở Ridgeway Park khi còn nhỏ. Ông ngoại của anh là người Do Thái, dù Beckham thích cho rằng mình là người có "nửa gốc Do Thái" hơn và nói rằng sự ảnh hưởng của tôn giáo này đã tác động anh ít nhiều. Trong cuốn sách Both Feet on the Ground, anh nói rằng khi lớn lên anh luôn đi dự nhà thờ với cha mẹ và hai chị là Joanne và Lynne. Cha mẹ anh là cổ động viên nhiệt thành của Manchester United, họ thường đi từ Luân Đôn đến Old Trafford để xem các trận trên sân nhà của Manchester United. David thừa hưởng tình yêu Manchester United từ cha mẹ và bóng đá là môn thể thao mà anh thích nhất. Anh vào học tại một trong các trường của Bobby Charlton tại Manchester và đoạt được cơ hội tham dự một đợt huấn luyện tại FC Barcelona, như một phần của giải đấu cho tài năng trẻ. Beckham đã chơi thử tại câu lạc bộ địa phương Leyton Orient, Norwich City và gia nhập trường năng khiếu của Tottenham Hotspur, cũng là câu lạc bộ đầu tiên mà anh chơi. Trong suốt khoảng thời gian hai năm anh chơi cho đội trẻ của Brimsdown Rovers, anh được tặng danh hiệu cầu thủ U15 hay nhất năm 1990. Anh cũng tham dự Học viện Dự bị Bradenton, nhưng đã ký hợp đồng thiếu niên với Manchester United vào sinh nhật lần thứ 14, rồi ký một hợp đồng Mô hình đào tạo trẻ vào ngày 8 tháng 7 năm 1991.

### Manchester United
Anh là một trong nhóm cầu thủ trẻ đi cùng câu lạc bộ đến chiến thắng tại Cúp trẻ FA vào tháng 5 năm 1992, Beckham đã ghi bàn trong lượt về trận chung kết với Crystal Palace. Anh cũng ra mắt lần đầu tiên tại đội một của United trong cùng năm đó, đóng vai trò dự bị trong trận đấu tại Cúp Liên đoàn với đội Brighton & Hove Albion, và ký hợp đồng chuyên nghiệp đầu tiên vào thời gian ngắn sau đó. United đã tiến đến trận chung kết Cúp trẻ một lần nữa trong năm tiếp theo, và Beckham cũng góp mặt trong trận đấu mà họ để thua Leeds United, rồi dành một danh hiệu khác vào năm 1994 khi đội hình hai của câu lạc bộ vô địch giải dành cho họ.
Anh chuyển đến Preston North End theo một hợp đồng cho mượn vào mùa giải 1994–95 để lấy thêm kinh nghiệm tại đội hình một, và đã xuất hiện lần đầu tiên tại Premier League chơi cho Manchester United vào ngày 2 tháng 4 năm 1995, trong một trận hòa không bàn thắng với Leeds United.
Huấn luyện viên Alex Ferguson của United rất tin tưởng vào những cầu thủ trẻ của câu lạc bộ. Khi những cầu thủ kinh nghiệm như Paul Ince, Mark Hughes và Andrei Kanchelskis rời khỏi câu lạc bộ sau khi kết thúc mùa giải 1994–95, ông quyết định để cho những cầu thủ trẻ trám vào các vị trí đó thay vì mua những cầu thủ ngôi sao từ những câu lạc bộ khác, quyết định đó đã thu hút rất nhiều lời chỉ trích. Lời chỉ trích tăng lên khi United bắt đầu mùa giải với một thất bại 1–3 trước Aston Villa, với Beckham chính là cầu thủ ghi bàn thắng duy nhất cho United trong trận đấu đó; tuy nhiên, United đã thắng liên tiếp năm trận kế tiếp và những cầu thủ trẻ thể hiện rất tốt. Beckham trở thành cầu thủ xuất hiện thường xuyên trong đội hình và đã góp phần giúp câu lạc bộ có được cú đúp Ngoại hạng và Cúp FA mùa đó, ghi bàn ấn định chiến thắng trong trận bán kết với Chelsea và có một đường phạt góc giúp Éric Cantona ghi bàn trong trận Chung kết Cúp FA. Dù được chơi thường xuyên cho Manchester United, Beckham vẫn không được gọi vào đổi tuyển Anh cho đến trước Euro 96.
Vào đầu mùa giải 1996-97, David Beckham được giao cho chiếc áo số 10 của cầu thủ Mark Hughes mặc trước đó. Vào ngày 17 tháng 8 năm 1996 (ngày đầu tiên của mùa giải Ngoại hạng Anh), Beckham trở thành một cái tên được nhắc đến rất nhiều khi anh ghi một bàn thắng ngoạn mục trong trận đấu với Wimbledon. Khi United đang dẫn trước 2–0, Beckham nhận thấy thủ môn Neil Sullivan của Wimbledon dâng lên quá cao khung thành, và đã tung ra cú sút từ đường giữa sân bay qua đầu thủ môn vào lưới.
Vào ngày 18 tháng 5 năm 1997, Eric Cantona giã từ sự nghiệp sân cỏ và để lại chiếc áo số 7 không có người giữ, và cùng với việc Teddy Sheringham chuyển đến từ Tottenham Hotspur, Beckham nhường áo số 10 của anh cho Sheringham và nhận lấy chiếc áo đấu số 7. Một số fan hâm mộ đã cảm thấy không nên dùng lại chiếc áo số 7 khi Cantona nghỉ thi đấu. United bắt đầu mùa giải 1997–98 rất tốt, nhưng những màn trình diễn thất thường trong nửa sau mùa giải đã khiến United chỉ đứng thứ nhì sau Arsenal.
Vào mùa giải 1998–99, anh là người góp mặt trong đội hình United dành cú ăn ba — Giải Ngoại hạng, Cúp FA và Champions League, một kỳ công có một không hai trong bóng đá Anh. Đã có nhiều lời xì xầm rằng sau những chỉ trích mà anh đã nhận sau khi bị đuổi khỏi sân trong giải World Cup sẽ khiến anh rời khỏi nước Anh, nhưng anh đã quyết ở lại với Manchester United.
Để đảm bảo chiến thắng danh hiệu Premier League, United cần phải thắng trận đấu cuối cùng của mùa giải tại sân nhà với Tottenham Hotspur, nhưng Tottenham đã sớm mở tỷ số vào đầu trận đấu. Beckham ghi được bàn gỡ hòa và United tiếp tục chiến thắng và giành được chiến thắng cả mùa giải.
Beckham đã chơi ở vị trí tiền vệ giữa trong chiến thắng tại trận chung kết Cúp FA với Newcastle United và Trận chung kết UEFA Champions League 1999 với Bayern Munich, vì sự lựa chọn số một ở vị trí tiền vệ giữa đã bị treo giò vào trận đó. United đã bị dẫn trước 1-0 đến cuối giờ thi đấu chính, nhưng giành được vinh quang nhờ hai bằng thắng vào những phút bù giờ. Cả hai bàn thắng đó đều xuất phát từ những cú phạt góc do Beckham thực hiện. Với sự trợ giúp cực kỳ quý giá đó, cùng với màn trình duyệt xuất sắc trong cả mùa giải, đã giúp anh có được vị trí thứ hai sau Rivaldo cho danh hiệu Quả bóng vàng châu Âu năm 1999 và Cầu thủ xuất sắc nhất năm 1999 của FIFA.

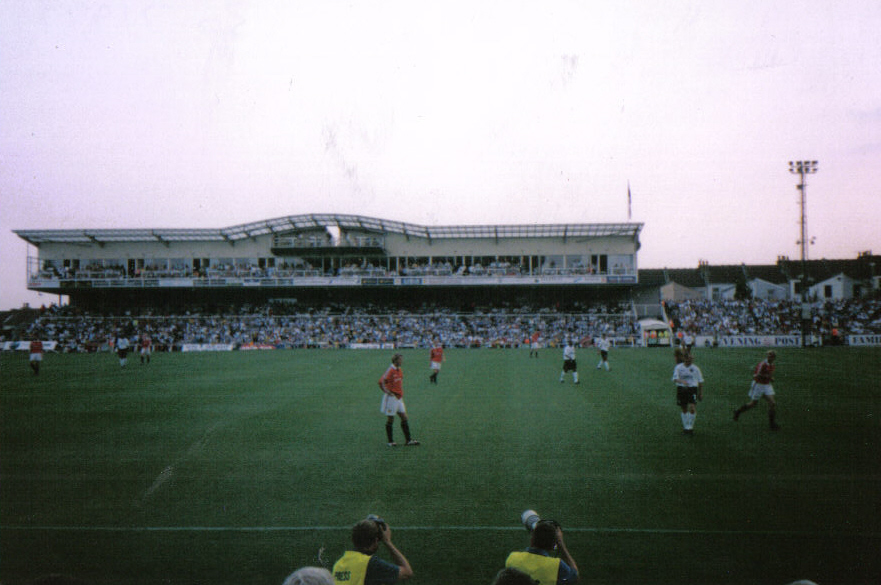
Beckham trong trận đấu với Bristol Rovers F.C.

Mặc cho những thành tích của Beckham trong mùa giải 1998–99, những người hâm mộ đối lập và nhà báo vẫn không ưa thích anh, anh bị chỉ trích sau khi bị đuổi khỏi sân vì một lỗi cố tình trong trận Giải vô địch bóng đá thế giới các câu lạc bộ với Necaxa. Giới báo chí đã cho rằng vợ anh đã có tác động xấu tới anh, và rằng United sẽ có lợi hơn nếu bán anh đi, nhưng huấn luyện viên của anh đã công khai ủng hộ, và anh đã ở lại với đội bóng.
Mối quan hệ giữa Ferguson và Beckham bắt đầu rạn nứt, có thể là kết quả từ sự nổi tiếng những hoạt động không liên quan đến bóng đá của Beckham. Vào năm 2000, Beckham được phép vắng buổi luyện tập để chăm sóc cho con trai Brooklyn, khi đó đang bị bệnh viêm dạ dày, nhưng Ferguson rất tức giận khi Victoria Beckham bị báo chí chụp hình tại sự kiện Tuần lễ Thời trang London, cho rằng Beckham sẽ có thể tập luyện được nếu Victoria chăm sóc Brooklyn vào ngày hôm đó. Ông phản ứng bằng cách phạt Beckham số tiền phạt cao nhất có thể (hai tuần lương – khi đó là £50.000) và để anh ngoài sân trong một trận đấu quan trọng với đối thủ kình địch của United, Leeds United. Sau đó ông chỉ trích Beckham vì điều này trong cuốn tự truyện của mình, cho rằng anh đã không "công bằng với đồng đội của mình". Tuy vậy Beckham vẫn có một mùa giải thành công, và giúp United giành được thêm một giải vô địch Ngoại hạng trong bộ sưu tập của mình.
Sau một chấn thương vào đầu mùa giải 2002–03, Beckham đã không thể giành lại được vị trí trong đội hình của Manchester United, do Ole Gunnar Solskjær đã thay thế anh ở cánh phải hàng tiền vệ. Mối quan hệ của anh với ông thầy của mình càng xấu đi vào ngày 15 tháng 2 năm 2003, trong phòng thay đồ sau thất bại tại Cúp FA trước Arsenal, Ngài Alex Ferguson nóng tính đã đá một chiếc giày trúng vào phía trên mắt của Beckham, gây ra một vết cắt dài cần phải khâu lại. Sự cố này đã dẫn đến rất nhiều lời đồn đoán về sự ra đi của Beckham, những nhà cá cược còn đặt cược vào việc anh hay Ferguson, ai sẽ ra đi trước. Mặc dù đội tuyển đã bắt đầu mùa giải rất tệ, kết quả của họ tốt lên rất nhiều từ tháng 12 trở về sau và giành được cúp vô địch. Anh vẫn là sự lựa chọn số một tại đổi tuyển Anh, và được trao tước OBE vì những cống hiến cho bóng đá vào ngày 13 tháng 6.
Vào ngày 10 tháng 4, 2002, Beckham bị chấn thương trong một trận đấu tại giải Champions League với đội Deportivo La Coruña, bị gãy xương bàn chân thứ hai ở chân trái. Đã có những lời đồn đoán trong giới truyền thông Anh rằng đây là một chấn thương cố tình, vì cầu thủ đã gây ra chấn thương cho Beckham là cầu thủ người Argentina Aldo Duscher, trong khi Anh và Argentina sắp sửa gặp nhau trong World Cup năm đó. Chấn thương đã không cho phép Beckham chơi cho United cho đến hết mùa giải, nhưng anh đã ký một hợp đồng có thời hạn ba năm vào tháng 5, sau nhiều tháng thương lượng với câu lạc bộ, chủ yếu liên quan đến vấn đề phụ cấp quyền hình ảnh. Thu nhập từ bản hợp đồng mới, cùng rất nhiều hợp đồng phụ, đã khiến anh trở thành cầu thủ được trả lương cao nhất thế giới lúc bấy giờ.
Beckham đã có 265 trận tại Giải Ngoại hạng Anh trong màu áo Manchester United và ghi được 61 bàn thắng. Anh cũng xuất hiện 81 lần tại Champions League, ghi được 15 bàn. Beckham giành được 6 danh hiệu Ngoại hạng, 2 Cúp FA, một Cúp châu Âu, một Cúp Liên lục địa và một Cúp trẻ FA trong khoảng thời gian 12 năm.

### Real Madrid

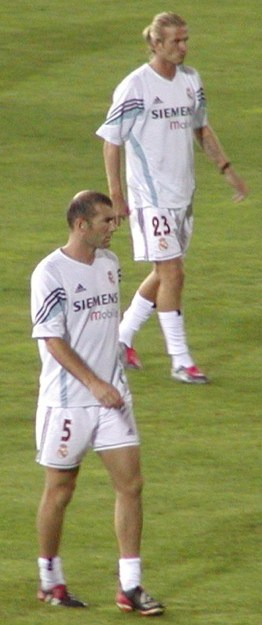
Beckham (trên) và Zinédine Zidane tại Real Madrid

Manchester United muốn bán Beckham cho Barcelona nhưng thay vì vậy anh lại ký hợp đồng bốn năm với Real Madrid, với phí chuyển nhương là khoảng 35 triệu euro (25 triệu £). Cuộc chuyển nhượng hoàn thành vào ngày 1 tháng 7 năm 2003 và đưa anh trở thành người Anh thứ ba chơi cho câu lạc bộ sau Laurie Cunningham và Steve McManaman. Dù Beckham đã mặc áo số bảy tại Manchester United và đội tuyển Anh, anh không thể mặc số áo này tại Madrid vì Raúl đã có được quyền mặc chiếc áo này ngay trong hợp đồng của anh. Anh quyết định mặc chiếc áo số 23, thể hiện sự ngưỡng mộ của anh với cầu thủ bóng rổ huyền thoại Michael Jordan, người cũng đã mặc áo mang số 23.
Real Madrid đã kết thúc mùa giải với vị trí thứ tư, và bị đánh bật ra khỏi UEFA Champions League tại vòng tứ kết. Nhưng Beckham ngay lập tức giành được sự cảm tình từ những cổ động viên của Real Madrid, ghi được năm bàn trong 16 trận ra sân (bao gồm ghi một bàn trong vòng chưa đầy 3 phút trong trận ra mắt tại La Liga), nhưng đội hình mà ông chủ tịch câu lạc bộ đã kỳ vọng sẽ giành được cả danh hiệu Tây Ban Nha và Champions League mỗi mùa giải, đã không thể đạt được mục tiêu đó.

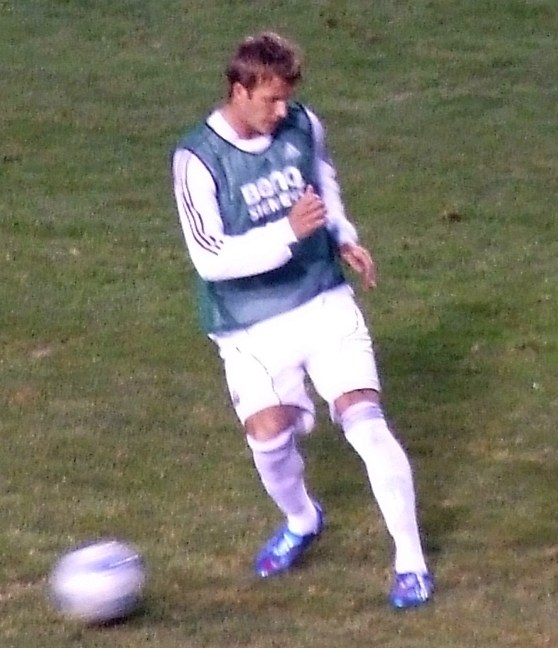
Khởi động cùng Real Madrid.

Vào tháng 7 năm 2004, trong khi Beckham đang tập huấn trước mùa giải tại Tây Ban Nha, một kẻ xâm nhập đã trèo qua tường vào nhà của Beckham mang theo một can xăng. Victoria và các con có mặt ở nhà vào thời điểm đó, nhưng lực lược bảo vệ đã khống chế được gã đàn ông này trước khi ông này đến được ngôi nhà. Beckham tiếp tục gây sự chú ý trên mặt báo vào ngày 9 tháng 10 năm 2004 khi anh thừa nhận đã cố ý phạm lỗi với Ben Thatcher trong trận đấu của đội tuyển Anh với đội xứ Wales để cố tình bị thẻ phạt. Beckham khi đó đã có một thẻ vàng vào trận trước, và sẽ bị treo giò một trận nếu trận này anh lại bị thêm một lần cảnh cáo, đồng thời anh đang dính một chấn thương mà biết chắc mình sẽ không thể ra sân vào trận sau, do đó đã cố tình phạm lỗi với Thatcher để được treo giò vào đúng trận đấu mà anh phải vắng mặt. Liên đoàn bóng đá Anh đã yêu cầu Beckham giải thích về hành động này và anh thừa nhận rằng mình đã "mắc sai lầm" và đã ngỏ lời xin lỗi. Anh lại bị đuổi khỏi sân một thời gian ngắn sau đó, lần này trong một trận đấu cho Real Madrid với Valencia CF. Khi bị nhận một Thẻ vàng, anh bị cho là đã vỗ tay châm biếm trọng tài và bị nhận ngay thẻ vàng thứ hai, khiến anh lập tức bị đuổi khỏi sân, mặc dù án phạt treo giò bị hủy sau khi chống án hai ngày sau đó. Anh lại bị đuổi khỏi sân lần thứ ba trong mùa giải vào ngày 3 tháng 12 năm 2005 trong trận đấu trong giải Tây Ban Nha gặp Getafe. Trong mùa giải đó, Beckham là cầu thủ kiến thiết ăn bàn nhiều nhất tại La Liga.
Real Madrid đã kết thúc ở vị trí thứ hai sau Barcelona trong giải La Liga 2005-06, nhưng lại cách đến 12 điểm, và chỉ đi đến vòng 16 đội tại Champions League sau khi thua Arsenal đúng một bàn.
Trong mùa giải đó, Beckham đã thành lập một học viện bóng đá tại Los Angeles và đông London và anh được làm giám khảo cho Giải British Book 2006.
Vào năm 2007, Real Madrid giành được danh hiệu La Liga Tây Ban Nha đầu tiên trong vòng ba năm nhờ thành tích đối đầu vượt trội hơn so với Barcelona, giúp Beckham có được danh hiệu đầu tiên kể từ khi anh gia nhập Real Madrid.
Khởi đầu mùa giải tiếp theo bằng những hục hặc với huấn luyện viên Fabio Capello, Beckham chỉ ra sân từ đầu một vài trận vào đầu mùa giải, vì cầu thủ tốc độ Jose Antonio Reyes được ưa thích hơn trong vai trò tiền vệ phải. Trong chín trận đầu tiên Beckham ra sân, Real thua bảy.
Vào ngày 10 tháng 1, 2007 sau những cuộc thương lượng hợp đồng kéo dài, giám đốc thể thao của câu lạc bộ, Predrag Mijatović, đã tuyên bố rằng Beckham sẽ không ở lại Real Madrid sau khi kết thúc mùa giải. Tuy nhiên, sau đó ông cho rằng mình đã bị dịch sai, còn thực sự ý ông muốn nói là hợp đồng của Beckham vẫn chưa được ký mới.
Vào ngày 11 tháng 1 năm 2007 Beckham tuyên bố rằng anh đã ký một hợp đồng năm năm để chơi cho câu lạc bộ Los Angeles Galaxy bắt đầu từ ngày 1 tháng 7, 2007. Vào ngày 13 tháng 1 năm 2007]]. Fabio Capello đã nói rằng Beckham đã chơi trận đấu cuối cùng của anh cho Real Madrid, mặc dù anh sẽ tiếp tục tập luyện cùng với CLB.
Capello rút lui lời phát biểu này và Beckham lại quay lại thi đấu cho đội trong trận gặp Real Sociedad vào ngày 10 tháng 2, 2007 – anh đã ghi bàn và Real Madrid chiến thắng. Trong lần xuất hiện cuối cùng của anh tại giải UEFA Champions League, Real Madrid đã bị đánh bại khỏi giải (bằng luật bàn thắng trên sân khách) vào ngày 7 tháng 3 năm 2007. Beckham đã có tổng cộng 103 lần xuất hiện tại Champions League, cầu thủ có số lần nhiều thứ ba trong lịch sử CLB.
Vào ngày 17 tháng 6, 2007, ngày cuối cùng của mùa giải La Liga, Beckham ra sân trong trận đấu cuối cùng của anh cho câu lạc bộ, một chiến thắng 3-1 trước Mallorca, trận đấu chứng kiến sự đảm bảo danh hiệu trước Barcelona. Anh thi đấu không nổi bật, và bị thay thế bằng Jose Antonio Reyes, người đã ghi hai bàn và đội tuyển giành được danh hiệu La Liga của mùa giải, danh hiệu đầu tiên kể từ khi Beckham ký hợp đồng với họ. Mặc dù cả hai đội đều kết thúc mùa giải với cùng số điểm, Madrid giành được danh hiệu nhờ thành tích đối đầu vượt trội, đánh dấu 6 tháng cuối cùng đáng chú ý của Beckham.
Một tháng sau khi kết luận về sự nghiệp của Beckham tại Real, tạp chí Forbes đã nói rằng anh chính là người góp công lớn nhất cho sự tăng vọt trong lợi nhuận buôn bán hàng hóa của đội tuyển, tổng cộng cao nhất là 600 triệu dollar Mỹ trong suốt 4 năm của Beckham tại câu lạc bộ.

### Los Angeles Galaxy
Tin tức David Beckham sẽ rời Real Madrid để gia nhập đội bóng tại giải MLS, Los Angeles Galaxy được xác nhận vào ngày 11 tháng 1 năm 2007. Một ngày sau đó, Beckham đã tổ chức buổi họp báo chính thức nhân sự kiện MLS SuperDraft 2007. Beckham đã nói với phóng viên rằng, "Tôi đến đó không phải để trở thành siêu sao. Tôi đến đó để trở thành một phần của đội bóng, để làm việc hết mình và hy vọng chiến thắng mọi thứ. Với tôi, nó là bóng đá. Tôi đến đó để tạo sự thay đổi. Tôi đến đó để chơi bóng đá... Tôi không nói rằng việc mình đến nước Mỹ sẽ làm bóng đá trở thành môn thể thao lớn nhất tại đấy. Nó là một điều khó mà đạt được. Bóng chày, bóng rổ, bóng đá Mỹ, chúng hiện diện khắp nơi. Nhưng tôi sẽ không làm điều này nếu tôi không nghĩ rằng tôi có thể tạo ra sự thay đổi".

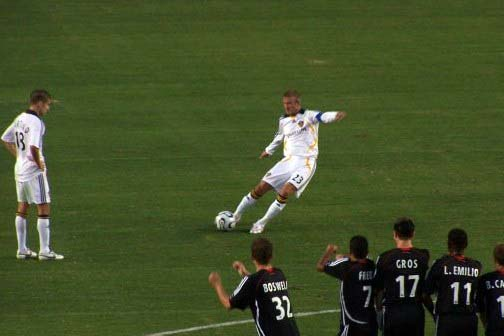
Beckham (giữa) ghi bàn thắng đầu tiên cho L.A. Galaxy.

Hợp đồng của Beckham với Los Angeles Galaxy có hiệu lực vào ngày 11 tháng 7, vào ngày 13 tháng 7, anh được tuyên bố chính thức trở thành cầu thủ của Galaxy tại Home Depot Center. Beckham đã chọn mặc chiến áo số 23, giải thích rằng đó là vì huyền thoại NBA Michael Jordan cũng mặc số 23. Người trong cuộc công bố rằng số lượng áo đấu của anh bán ra đã đạt đến con số kỷ lục hơn 250.000 trước cuộc ra mắt chính thức.
Vào ngày 21 tháng 7, Beckham có trận đấu ra quân với Galaxy sau khi ra sân vào phút thứ 78 trong trận thua 0-1 với Chelsea trong World Series of Soccer. Hai tuần sau, Beckham ra mắt lần đầu tiên trong mùa giải từ ghế dự bị vào ngày 9 tháng 8 trong trận đấu với D.C. United.
Beckham quay trở lại sân đấu một tuần sau đó, trong trận đấu với D.C. United tại bán kết SuperLiga vào ngày 15 tháng 8. Trận đấu này chứng kiến nhiều điều đầu tiên của anh với Galaxy; ra sân từ đầu lần đầu tiên, thẻ vàng đầu tiên và trận đầu tiên làm đội trưởng. Anh cũng ghi được bàn thắng đầu tiên cho đội, từ một cú đá phạt, và cũng thực hiện cú kiến thiết ăn bàn đầu tiên, cho Landon Donovan trong hiệp thi đấu thứ hai. Những bàn thắng này đã đem về chiến thắng 2-0 cho đội bóng, và đưa đội vào trận chung kết SuperLiga Bắc Mỹ với CF Pachuca vào ngày 29 tháng 8.

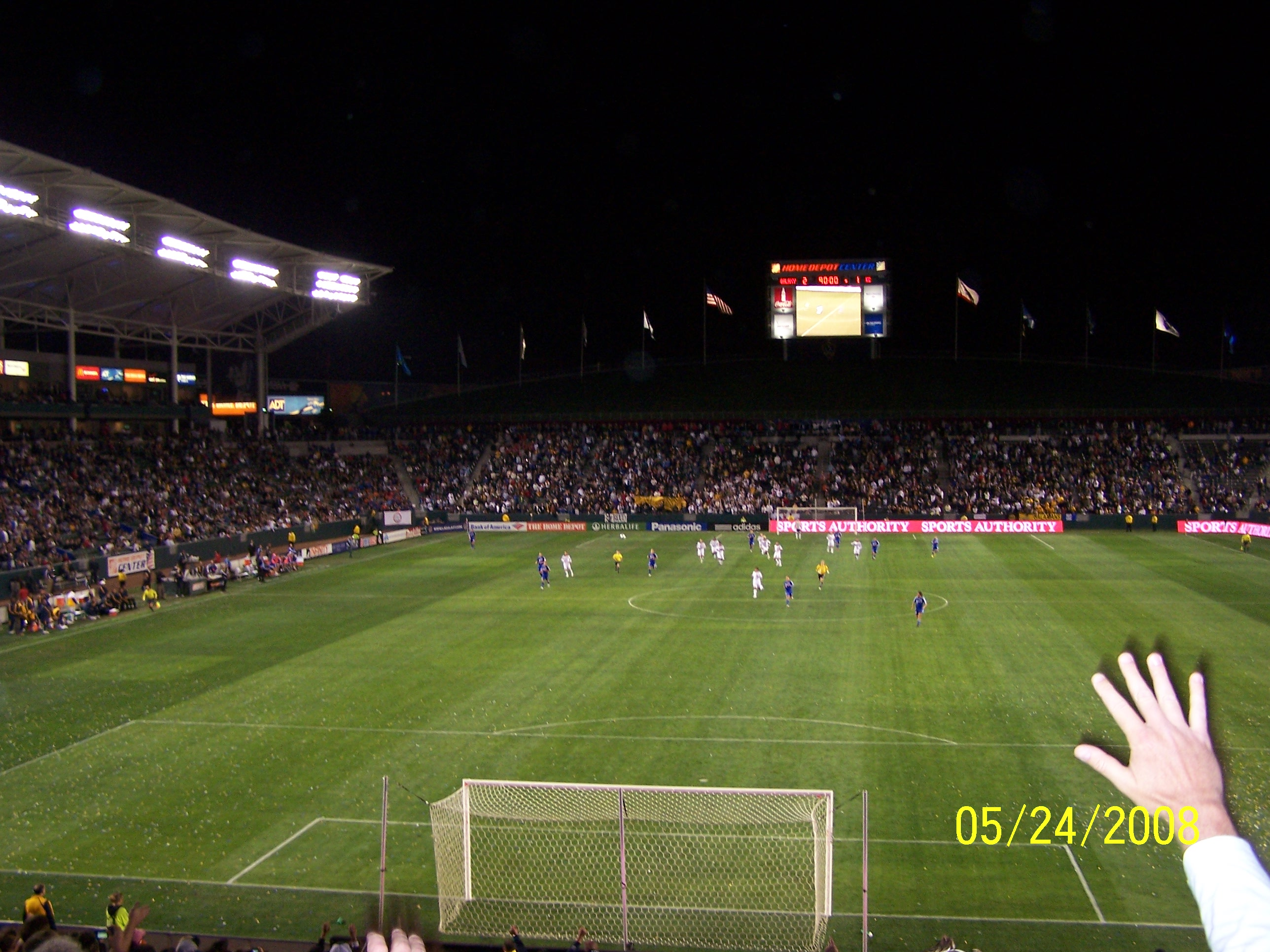
Beckham ghi bàn thắng nổi tiếng từ khoảng cách 70 yard cho LA

Trong trận chung kết SuperLiga với Pachuca, Beckham đã bị chấn thương ở đầu gối phải, và phim chụp MRI cho thấy anh bị bong gân dây chằng bên giữa và sẽ phải vắng mặt trong sáu tuần. Anh quay trở lại trong trận chung kết trên sân nhà của mùa giải. Galaxy thua trong trận đấu thêm vào ngày 21 tháng 10, trong trận chung kết MLS của mùa giải, thua 0-1 trước Chicago Fire. Beckham đã chơi từ băng ghế dự bị, kết thúc mùa giải của anh với thành tích 8 trận (5 trong giải), một bàn thắng (0 trong giải), và ba pha kiến thiết (2 trong giải).
Beckham đã tập huấn với Arsenal từ ngày 4 tháng 1, 2008 tròng vòng 3 tuần, cho đến khi quay trở lại LA Galaxy để tập huấn chuẩn bị cho mùa giải.
Beckham đã ghi bàn thắng đầu tiên tại giải quốc gia với Galaxy vào ngày 3 tháng 4 trong trận với đội San Jose Earthquakes vào phút thứ chín.
Vào ngày 24 tháng 5, 2008, L.A. đánh bại Kansas City Wizards 3-1. Trong trận đấu đó, Beckham đã ghi một bàn thắng ngoạn mục từ khoảng cách 70 yard. Bàn thắng này là lần thứ hai trong sự nghiệp của Beckham khi anh ghi bàn từ phía sân nhà và lần này còn xa hơn bàn thắng nổi tiếng năm 1996 từ vạch giữa sân trong trận đấu với Wimbledon.

#### Cho mượn tới Milan
Năm 2008, thành công của anh tại đội tuyển Anh dưới thời Fabio Capello làm rộ nên tin đồn anh có thể trở lại châu Âu để chơi bóng, chuẩn bị cho vòng loại vòng loại World Cup 2010
Ngày 19 tháng 12 năm 2008, sau nhiều lời khẳng định trên báo giới, Beckham đã gia nhập A.C. Milan dưới hình thức cho mượn, hợp đồng kéo dài từ tháng 1 năm 2009 cho đến hết mùa giải (hè 2009).

#### Trở về L.A.
Sau khi trở về L.A. từ Milan, cổ động viên của đội tức giận vì anh bỏ lỡ cả nửa mùa giải.Tuy nhiên, Galaxy thành công hơn cả mong đợi, tăng từ vị trí thứ 3 lên thứ 1 khi anh thi đấu cho đội.Anh vẫn là một nhân tố không thể thiếu trong đội hình. Trong trận chung kết vào ngày 22 Tháng 11 năm 2009, Galaxy thua Real Salt Lake 4-5 trong loạt đá luân lưu sau khi hòa 1-1 ở phút thi đấu chính thức. Beckham cũng ghi bàn trong loạt đá luân lưu này.
Quay trở lại Milan (cho mượn)
Tháng mười một năm 2009, sau khi kết thúc mùa giải MLS 2009, báo chí đã xác nhận Becks sẽ trở lại Milan theo dạng cho mượn bắt đầu từ tháng 1 năm 2010. Vào 06 tháng 1 năm 2010, Beckham có chiến thắng trong màu áo Milan, chơi 75 phút trong trận thắng 5-2 trước Genoa. Vào ngày 16 tháng 2 năm 2010, Lần đầu tiên Becks đối đầu với Manchester United kể từ khi anh rời câu lạc bộ vào năm 2003. Tuy nhiên anh chỉ được vào sân ở phút thứ 64 và Milan để thua 0-4 trước lối chơi khoa học của Manchester United. Trận trở lại này Becks vẫn được các fan hâm mộ của United chào đón nồng nhiệt.
Trong trận tiếp theo của Milan gặp Chievo, Becks đã gặp chấn thương nặng, anh bị đứt gân gót chân khiến anh bỏ lỡ World Cup cũng như mùa giải MLS. Bác sĩ phẫu thuật Sakari Orava nói rằng anh phải nghỉ sáu tháng.
Lần thứ hai trở về Galaxy
Ngày 11 tháng 9 năm 2010, sau khi bình phục chấn thương gân gót của mình, Beckham trở lại các trận đấu như được thay vào sân ở phút 70 trong chiến thắng 3-1 của Galaxy trên Columbus Crew. Vào ngày 4 tháng 10, Beckham ghi được một bàn thắng đúng thương hiệu đá phạt trong trận thắng 2-1 trước Chivas USA để đánh dấu mục tiêu đầu tiên của mình trong năm 2010. Ngày 24 Tháng Mười, Beckham đã ghi bàn thắng thứ hai của anh trong chiến thắng 2-1 của Galaxy với FC Dallas cuối mùa giải Galaxy đạt vị trí thứ hai.
Trong hai tháng đầu năm 2011, Becks có tin đồn chuyển sang đào tạo tại Tottenham Hotspur. Giới truyền thông khẳng định rằng CLB đã đàm phán với Galaxy để có được Vidic theo dạng cho mượn, nhưng, theo HLV của Spurs là Harry Redknapp, động thái này đã bị chặn lại bởi Galaxy.
Vô địch MLS cup
Đó là mùa giải tốt nhất của anh với Galaxy, Beckham kết thúc mùa giải MLS năm thứ năm của mình trên đỉnh cao. Ngày 20 tháng 11 năm 2011, anh là thành viên của team ưu tú đã giành được ba chức vô địch trong ba quốc gia khác nhau, khi Los Angeles có chiến thắng thứ ba của họ MLS Cup với Houston Dynamo, chiến thắng 1-0 của đội trưởng Landon Donovan, tiền vệ Beckham và tiền đạo Robbie Keane. Becks có lần thứ ba chơi trận chung kết cho Galaxy, anh đã giành được chức vô địch trong trận đấu cuối cùng của mình cho câu lạc bộ, lặp lại những thành tích anh đạt được với Manchester United vào năm 2003 và Real Madrid năm 2007.

### Paris Saint-Germain và giải nghệ
Vào ngày 31 Tháng 1 năm 2013, Báo chí có tin đồn rằng Beckham sẽ trải qua kiểm tra y tế với Paris Saint-Germain, quảng bá thêm hình ảnh đối với Ligue 1. Beckham đã ký một hợp đồng năm tháng với câu lạc bộ sau buổi chiều đó và khẳng định rằng toàn bộ tiền lương của mình trong suốt thời gian của mình ở Paris sẽ được tặng cho tổ chức từ thiện dành cho trẻ em địa phương. Trận đầu tiên chơi cho PSG của anh được tung vào ngày 24 tháng 2 năm 2013, khi anh ra sân ở phút 76 trong trận đấu PSG gặp Marseille. Điều này khiến anh trở thành cầu thủ thứ 400 trong lịch sử của câu lạc bộ. Vào ngày 12 Tháng Năm năm 2013, Beckham giành chiếc cup vô dịch thứ tư của mình với tư cách cầu thủ chơi cho bốn đội bóng khác nhau sau khi PSG đánh bại Lyon 1-0 để giành danh hiệu vô địch Ligue 1.
Ngày 16 tháng năm 2013, Beckham tuyên bố rằng anh sẽ giã từ từ bóng đá chuyên nghiệp vào cuối mùa. Sau quyết định giải nghệ của mình vào cuối mùa giải 2012-13, Beckham đã đưa ra ý tưởng được thiết kế đặc biệt các màu sắc của đôi giày Union Jack để xỏ trong trận đấu cuối cùng của mình. Những đôi giày này có tên của vợ và các con anh được khâu trên để chúng. Ngày 18 tháng 5 năm 2013, Beckham đã được đeo băng đội trưởng trong trận đấu cuối cùng gặp Brest. Trong trận này, Beckham đã kiến tạo một bàn thắng từ pha đá phạt góc. Beckham được thay ra ở phút thứ 80, anh nhận được những cái ôm từ cầu thủ của mình đồng nghiệp và người quản lý, cũng như sự hoan hô trên khắp các khán đài từ người hâm mộ. PSG tiếp tục giành chiến thắng hiệp đấu 3-1 và vô địch mùa bóng đó. Ban lãnh đạo Paris SG sau đó khiến cổ động viên bất ngờ khi quyết định điền tên David Beckham vào danh sách các huyền thoại của đội bóng thủ đô nước Pháp-"Hall of fame".

## Thi đấu quốc tế

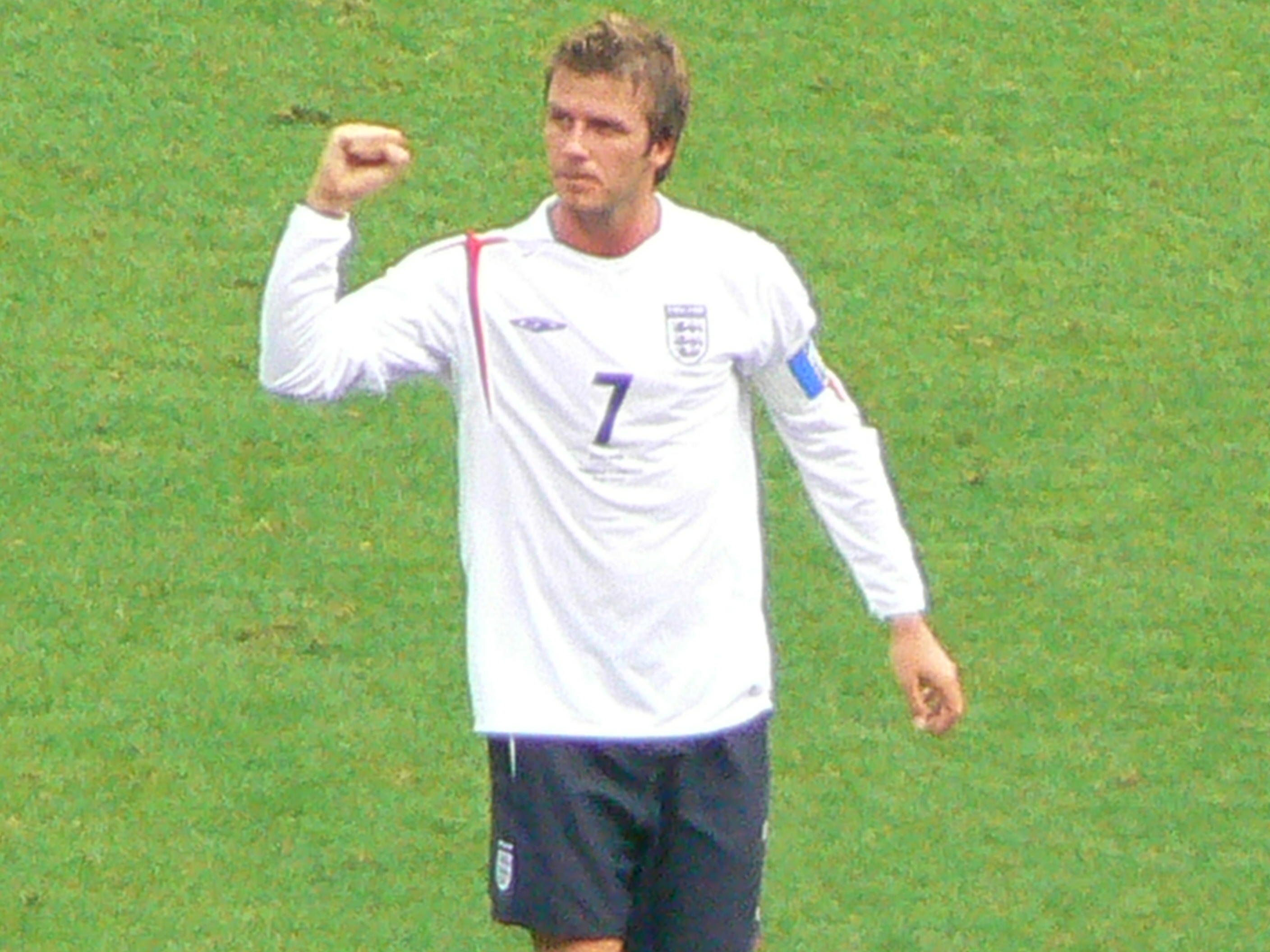
Beckham khi làm đội trưởng tuyển Anh.

Beckham xuất hiện lần đầu tiên trong đội tuyển bóng đá quốc gia Anh vào ngày 1 tháng 9 năm 1996, trong trận tranh suất dự World Cup với Moldova. Anh đã trở thành cầu thủ được lựa chọn số một trong đội hình United trong mùa giải 1996–97, giúp họ giữ được ngôi vị vô địch Premier League, và được bầu làm Cầu thủ trẻ xuất sắc nhất năm của PFA bởi đồng nghiệp của mình.
Beckham đã có mặt trong tất cả các trận đấu vòng loại của đội tuyển Anh cho World Cup 1998 và là một phần của đội tuyển Anh trong vòng chung kết tại Pháp, nhưng huấn luyện viên Glenn Hoddle của đội tuyển đã công khai cáo buộc anh không tập trung cho giải đấu, và anh đã không nằm trong đội hình xuất phát trong cả hai trận đầu tiên của đội tuyển Anh. Anh được chọn đá chính trong trận đấu thứ ba với Colombia và ghi được bàn thắng từ pha đá phạt cự ly xa trong chiến thắng 2–0, và cũng là bàn thắng đầu tiên cho đội tuyển Anh.
Trong vòng hai (16 đội) của giải đấu đó, anh bị nhận thẻ đỏ trong trận đấu của Anh gặp Argentina. Beckham, sau khi bị Diego Simeone phạm lỗi, đã đá lại anh này vào đùi. Simeone sau đó thừa nhận đã cố tình khiến Beckham bị đuổi bằng cách giả vờ thái quá đối với cú đá đó và sau đó, cùng với đồng đội, đã yêu cầu trọng tài phải đuổi Beckham ra sân. Trận đấu kết thúc với tỷ số hòa và Anh bị thua trong lượt đá penalty. Nhiều cổ động viên và nhà báo đã đổ lỗi cho anh về thất bại của đội tuyển Anh và anh trả thành mục tiêu của sự chỉ trích và dè bỉu, trong đó có việc treo một hình nộm ở bên ngoài một quán rượu ở London, và tờ báo Daily Mirror đã in bảng phóng phi tiêu với hình anh in ở hồng tâm. Beckham cũng nhận được lời đe dọa sẽ giết sau World Cup.
Sự lạm dụng mà Beckham phải hứng chịu từ những cổ động viên đội tuyển Anh lên đến đỉnh điểm khi đội Anh thất bại 2–3 trước đội tuyển Bồ Đào Nha trong Euro 2000, trận đấu mà Beckham đã kiến thiết cả hai bàn thắng, khi một nhóm cổ động viên Anh mắc nhiếc anh trong suốt trận đấu. Beckham đã đáp trả bằng cử chỉ một ngón tay và, trong khi cử chỉ thu hút một số lời chỉ trích, nhiều tờ báo trước đó khích lệ sự dèm pha, đã yêu cầu độc giả của họ dừng việc này lại.
Vào ngày 15 tháng 11 năm 2000, sau sự từ chức huấn luyện viên của Kevin Keegan vào tháng 10, Beckham được tiến cử làm đội trưởng bởi huấn luyện viên tạm quyền Peter Taylor, và sau đó giữ được vai trò này dưới thời vị huấn luyện viên mới Sven-Göran Eriksson. Anh giúp đội tuyển Anh vượt qua vòng loại World Cup 2002, với màn trình diễn ấn tượng trong đó có trận thắng 5–1 trước Đức tại Munich. Bước cuối cùng trong sự chuyển biến của Beckham từ tên tội đồ thành người hùng là vào trận hòa 2–2 của đội tuyển Anh trước đội tuyển Hy Lạp vào ngày 6 tháng 10 năm 2001. Đội Anh cần phải thắng hoặc hòa thì mới có quyền tham dự World Cup, nhưng đã bị dẫn trước 2–1 khi thời gian còn lại rất ít. Toàn bộ đội bóng chơi khá nghèo nàn, và chỉ có màn trình diễn của Beckham mới truyền được cảm hứng cho đồng đội. Khi Teddy Sheringham bị phạm lỗi cách khu vực cấm địa của Hy Lạp 7 mét, đội Anh được hưởng quả đá phạt và Beckham đã đảm bảo cho một suất của đội tuyển Anh tại vòng chung kết bằng một cú đá cong theo đúng kiểu của Beckham. Một thời gian ngắn sau đó, anh được bầu chọn là Nhân vật thể thao của năm của BBC cho năm 2001. Anh một lần nữa kết thúc với vị trí thứ hai, sau Luís Figo của Bồ Đào Nha, trong cuộc bầu chọn Cầu thủ xuất sắc nhất năm của FIFA.
Anh gần như đạt đến đỉnh cao phong độ vào thời điểm World Cup 2002 và đã chơi trận đầu tiên với đội Thụy Điển. Beckham đã ghi bàn ấn định chiến thắng trong trận gặp Argentina bằng cú sút penalty, khiến Argentina không thể đi đến vòng đấu loại trực tiếp. Đội Anh bị đá văng khỏi giải tại trận tứ kết bởi đội tuyển vô địch năm đó, Brasil. Tháng tiếp theo, tại buổi khai mạc Đại hội thể thao khối thịnh vượng chung 2002 tại Manchester, Beckham đã hộ tống Kirsty Howard khi cô biếu Cây gậy Jubilee cho Nữ hoàng.
Beckham đã chơi trong tất cả các trận đấu của đội tuyển Anh tại Euro 2004, nhưng giải đấu là sự thất vọng đối với anh. Anh đã có một cú sút penalty bị chặn đứng trong trận thất bại 2-1 trước đội tuyển Pháp và sút hụt một trái khác trong loạt luân lưu trong trận tứ kết với Bồ Đào Nha. Anh đã thua lượt trận đó và rời khỏi giải.
Beckham trở thành Đại sứ thiện chí UNICEF vào tháng 1 năm 2005 và tham dự trong cuộc tiến cử thành công thành phố London đăng cai Olympic 2012. Vào tháng 10 năm 2005, việc bị đuổi khỏi sân trong trận gặp Áo đã khiến Beckham trở thành đội trưởng đội tuyển Anh đầu tiên bị đuổi khỏi sân và cầu thủ đầu tiên (cũng là duy nhất) bị đuổi khỏi sân hai lần khi chơi cho đội tuyển Anh. Anh đã làm đội trưởng cho đội tuyển lần thứ 50 trong trận giao hữu quốc tế với Argentina tháng sau đó.
Trong trận đấu mở màn của đội tuyển Anh gặp Paraguay vào ngày 10 tháng 6, 2006 cú sút phạt của Beckham đã dẫn đến bàn phản lưới nhà của Carlos Gamarra, và Anh thắng 1-0. Trong trận đấu kế tiếp của đội tuyển, đấu với Trinidad và Tobago vào ngày 15 tháng 6, 2006, cú căng ngang của Beckham vào phút thứ 83 đã giúp Peter Crouch ghi bàn, đưa Anh dẫn trước 1-0. Beckham đã có một cú kiến thiết khác giúp Steven Gerrard ghi bàn. Cuối trận họ chiến thắng với tỷ số 2-0. Anh nhận được danh hiệu Cầu thủ xuất sắc nhất trận đấu của nhà tài trợ giải Budweiser.
Trong trận đấu thứ hai của Anh với đội tuyển Ecuador, Beckham ghi bàn từ một cú đá phạt vào phút thứ 59, trở thành cầu thủ Anh đầu tiên ghi bàn trong ba kỳ World Cup, đưa đội tuyển Anh đến chiến thắng 1-0 và một suất tại vòng tứ kết. Anh bị bệnh trước trận đấu và nôn mửa vài lần do mất nước và đau yếu sau khi ghi bàn thắng ấn định chiến thắng.
Trong trận tứ kết gặp Bồ Đào Nha, Beckham bị thay ra do chấn thương ngay sau khi hiệp hai bắt đầu và đội tuyển Anh thua trận đấu đó trên chấm phạt đền (3-1), tỷ số là 0-0 sau hai hiệp phụ. Sau khi bị thay ra, Beckham đã mất bình tĩnh và xúc động vì không thể chơi tiếp, và đã khóc.
Một ngày sau khi tuyển Anh bị loại khỏi World Cup, Beckham đã có lời bình luận trong buổi họp báo nói rằng anh sẽ không làm đội trưởng đội tuyển Anh nữa, nói rằng, "Đó là một vinh dự và đặc ân của tôi để làm đội trưởng cho đất nước tôi, nhưng sau khi đã làm đội trưởng 58 trận trong 95 trận đấu của tôi, tôi cảm thấy đã đến lúc nhường lại chiếc băng đội tưởng khi chúng tôi bước vào thời đại mới của Steve McClaren". Người thay thế anh làm đội trưởng là đội trưởng đội Chelsea, John Terry.
Đã không còn làm đội trưởng sau World Cup, Beckham bị huấn luyện viên mới Steve McClaren bỏ rơi hoàn toàn khi lựa chọn cầu thủ cho đội tuyển Anh vào ngày 11 tháng 8 năm 2006. McClaren nói rằng ông đang "hướng tới một hướng đi khác" với đội bóng, và rằng Beckham "không nằm trong đó". McClaren đã nói rằng Beckham có thể sẽ lại được gọi trong tương lai. Shaun Wright-Phillips, Kieran Richardson và cầu thủ đã thay cho Beckham trong World Cup, Aaron Lennon, đều được gọi, mặc dù McClaren cuối cùng lại đưa Steven Gerrard vào vị trí đó.

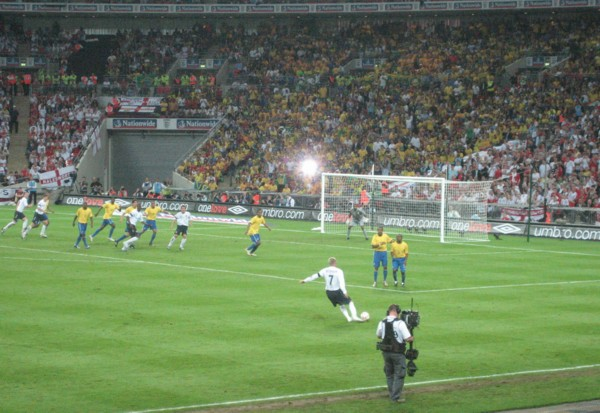
Beckham có cú sút phạt trong trận đấu với Brasil giúp John Terry ghi bàn.

Vào ngày 26 tháng 5 năm 2007, Steve McClaren thông báo rằng Beckham sẽ được gọi lại vào đội tuyển Anh lần đầu tiên kể từ khi từ bỏ chức đội trưởng. Beckham bắt đầu bằng trận gặp Brasil trong trận đấu đầu tiên của Anh tại Sân vận động Wembley mới và có màn trình diễn tích cực. Trong hiệp thứ hai anh đã kiến thiết cho đội trưởng John Terry ghi bàn. Dường như đội Anh sẽ có được chiến thắng trước Brasil, nhưng cầu thủ trẻ Diego đã cân bằng tỷ số trong những phút bù giờ. Trong trận tiếp theo của Anh trong vòng loại Euro 2008 gặp Estonia, Beckham đã có hai bàn kiến thiết đặc trưng cho Michael Owen và Peter Crouch, giúp Anh thắng với tỷ số 3-0.
Beckham đã kiến thiết ba trong bốn bàn thắng của Anh trong hai trận đấu đó, và bắt đầu bày tỏ mong muốn tiếp tục chơi cho đội tuyển Anh sau khi chuyển sang MLS.
Vào ngày 22 tháng 8, 2007, Beckham đã chơi trong trận giao hữu giữa Anh và Đức, trở thành cầu thủ đầu tiên từng chơi cho đội tuyển Anh khi thi đấu cho một câu lạc bộ không thuộc châu Âu. Vào ngày 21 tháng 11, 2007, Beckham có được trận đấu thứ 99 trong trận với Croatia, kiến tạo bàn thắng cho Peter Crouch để kết thúc trận đấu với tỷ số 2-2. Sau trận thua 2-3, đội Anh không thể vượt qua vòng loại Euro 2008. Mặc cho điều này, Beckham nói rằng anh không có kế hoạch từ giã đội tuyển và muốn tiếp tục chơi cho đội tuyển quốc gia. Sau khi bị Capello bỏ qua trong trận giao hữu với Thụy Sĩ, mà nếu anh thi đấu sẽ là trận thứ 100, Beckham thừa nhận rằng anh không đủ phong độ vào thời điểm đó, vì anh đã không chơi một trận đấu chính thức nào trong ba tháng. Vào ngày 20 tháng 3 năm 2008, Beckham được gọi lại vào đội tuyển Anh cho trận giao hữu với Pháp vào ngày 26 tháng 3. Beckham trở thành cầu thủ Anh thứ năm thi đấu 100 trận. Fabio Capello đã ngỏ ý vào ngày 25 tháng 3 năm 2008 rằng Beckham có một tương lai dài hạn trong chiến lược của ông cho vòng loại sắp tới của World Cup 2010. Vào ngày 11 tháng 5 năm 2008, huấn luyện viên Fabio Capello đã ghi tên Beckham vào 31 cầu thủ trong đội tuyển Anh để gặp Hoa Kỳ tại sân Wembley vào ngày 28 tháng 5 trước trận đấu chính thức lượt đi với Trinidad và Tobago vào ngày 1 tháng 6, và Beckham lại một lần nữa được trao băng đội trưởng.

## Hồ sơ cầu thủ

### Phong cách thi đấu
Xuyên suốt sự nghiệp của mình, Beckham được nhận định là một trong những cầu thủ giỏi nhất và dễ gợi nhớ nhất trong thế hệ của anh, là một trong những cầu thủ đá phạt tốt nhất mọi thời đại.
 Sử dụng chủ yếu là chân phải, cự ly chuyền, tầm nhìn, khả năng tạt ngang và những cú sút phạt có độ cong giúp anh có thể tạo ra cơ hội cho đồng đội và ghi bàn, chung quy lại khiến anh vô cùng vượt trội ở vị trí tiền vệ phải dù anh thiếu đi tốc độ của một cầu thủ thuần chạy cánh. Không như đồng đội ở Manchester United Ryan Giggs, Beckham hay đánh bại đối phương bằng cách sử dụng khả năng di chuyển và chuyền bóng, hơn là việc đi qua đối thủ một cách trực diện. Anh tạo ra một quan hệ đối tác cực tốt trên khu vực hành lang cánh phải cùng hậu vệ biên Gary Neville trong khoảng thời gian với câu lạc bộ, bằng sự ăn ý, rất tốt cho việc khả năng của Neville là chạy về phía trước với những bước chạy cực nhanh của mình, đi vào điểm cuối đường chuyền của Beckham, và đưa những quả tạt vào vòng cấm bất cứ khi nào quả tạt được đánh dấu chắc chắn.
Mặc dù Beckham chơi mặc định ở vị trí cánh phải, anh còn được sử dụng ở cả vị trí tiền vệ trung tâm (đôi khi với Manchester United, nhưng đặc biệt là với Real Madrid và AC Milan) và trong những trường hợp hiếm hoi với tư cách là một cầu thủ tiền vệ lùi sâu, đặc biệt là trong sự nghiệp sau này của anh ấy, để bù đắp cho sự suy giảm thể chất của anh ấy khi tuổi cao. Beckham cảm thấy rằng vai trò tốt nhất của anh ấy là ở biên phải, mặc dù cá nhân anh ấy thích chơi ở trung tâm hơn. Ngoài khả năng chuyền bóng, tạt bóng và sức mạnh từ các tình huống cố định, Beckham còn nổi bật với thể lực và tỷ lệ phòng ngự trên sân, anh đã chơi cả ở vị trí tiền vệ tấn công và tiền vệ box-to-box khi còn trẻ, anh cũng thỉnh thoảng được bố trí ở vị trí hậu vệ cánh. Hơn nữa, anh cũng là một chân sút chính xác từ xa,  cũng như là một người thực hiện quả phạt đền thành thạo. Anh cũng  đã thu hút sự khen ngợi trên các phương tiện truyền thông về khả năng kiểm soát bóng của anh ấy và khả năng tạo khoảng trống cho bản thân trên sân, cũng như khả năng dự đoán, bình tĩnh, quyết tâm, thể chất, sự cống hiến và trí thông minh của anh như một cầu thủ bóng đá.

### Kỷ luật
Huấn luyện viên cũ Ngài Alex Ferguson đã nói rằng anh "luyện tập có kỷ luật để đạt được độ chính xác mà những cầu thủ khác không quan tâm đến". Anh tiếp tục thói quen tập luyện tại Real Madrid và thậm chí khi mối quan hệ giữa anh với ban huấn luyện bị rạn nứt vào đầu năm 2007, Ramon Calderon và Fabio Capello vẫn khen ngợi Beckham vì vẫn duy trì được tính chuyên nghiệp và tập trung cho đội bóng.
Beckham là cầu thủ Anh đầu tiên từng nhận hai thẻ đỏ và là đội trưởng Anh đầu tiên bị đuổi khỏi sân. Thẻ đỏ nổi tiếng nhất của Beckham là trong vòng chung kết World Cup 1998: sau khi cầu thủ Diego Simeone của Argentina phạm lỗi với anh, Beckham đá lại bằng chân và anh chàng kia ngã xuống. Đội Anh đã thua sau loạt sút luân lưu 11 mét.
Tại Real Madrid anh đã phải nhận 41 thẻ vàng và 4 thẻ đỏ.
Beckham đã giúp kiềm chế tính nóng nảy của Wayne Rooney trong vài trường hợp.

## Danh hiệu và giải thưởng thể thao
Manchester United
- Premier League: 1995–96, 1996–97, 1998–99, 1999–00, 2000–01, 2002–03
- FA Cup: 1995–96, 1998–99
- FA Charity Shield: 1993, 1994, 1996, 1997
- UEFA Champions League: 1998–99
- Intercontinental Cup: 1999

Real Madrid
- La Liga: 2006–07
- Supercopa de España: 2003

LA Galaxy
- MLS Cup: 2011, 2012
- Supporters' Shield: 2010, 2011

Paris Saint-Germain
- Ligue 1: 2012–13

Cá nhân
- Cầu thủ trẻ xuất sắc nhất năm của PFA: 1997
- Có tên trong đội hình hay nhất Giải vô địch bóng đá thế giới 1998
- Đứng thứ hai danh hiệu Cầu thủ xuất sắc nhất năm của FIFA: 1999, 2001
- Giành giải Cầu thủ xuất sắc nhất năm các câu lạc bộ của UEFA: 1999
- Vào vòng cuối cùng giải Cầu thủ xuất sắc nhất năm các câu lạc bộ UEFA: 2001
- Cá nhân xuất sắc nhất năm của BBC Sports: 2001
- Có tên trong danh sách FIFA 100 của Pelé về các cầu thủ còn sống[79]
- Giải thưởng Chủ tịch UEFA: 2018[80]

## Thống kê sự nghiệp
| Câu lạc bộ               | Mùa giải       | Giải | Giải | Cúp  | Cúp | Cúp Liên đoàn | Cúp Liên đoàn | Châu lục | Châu lục | Khác | Khác | Tổng cộng | Tổng cộng |
| Câu lạc bộ               | Mùa giải       | Trận | Bàn  | Trận | Bàn | Trận          | Bàn           | Trận     | Bàn      | Trận | Bàn  | Trận      | Bàn       |
| ------------------------ | -------------- | ---- | ---- | ---- | --- | ------------- | ------------- | -------- | -------- | ---- | ---- | --------- | --------- |
| Manchester United        | 1992–93        | 0    | 0    | 0    | 0   | 1             | 0             | 0        | 0        | 0    | 0    | 1         | 0         |
| Manchester United        | 1993–94        | 0    | 0    | 0    | 0   | 0             | 0             | 0        | 0        | 0    | 0    | 0         | 0         |
| Preston North End (mượn) | 1994–95        | 5    | 2    | 0    | 0   | 0             | 0             | –        | –        | 0    | 0    | 5         | 2         |
| Manchester United        | 1994–95        | 4    | 0    | 2    | 0   | 3             | 0             | 1        | 1        | 0    | 0    | 10        | 1         |
| Manchester United        | 1995–96        | 33   | 7    | 3    | 1   | 2             | 0             | 2        | 0        | 0    | 0    | 40        | 8         |
| Manchester United        | 1996–97        | 36   | 8    | 2    | 1   | 0             | 0             | 10       | 2        | 1    | 1    | 49        | 12        |
| Manchester United        | 1997–98        | 37   | 9    | 4    | 2   | 0             | 0             | 8        | 0        | 1    | 0    | 50        | 11        |
| Manchester United        | 1998–99        | 34   | 6    | 7    | 1   | 1             | 0             | 12       | 2        | 1    | 0    | 55        | 9         |
| Manchester United        | 1999–2000      | 31   | 6    | –    | –   | 0             | 0             | 12       | 2        | 5    | 0    | 48        | 8         |
| Manchester United        | 2000–01        | 31   | 9    | 2    | 0   | 0             | 0             | 12       | 0        | 1    | 0    | 46        | 9         |
| Manchester United        | 2001–02        | 28   | 11   | 1    | 0   | 0             | 0             | 13       | 5        | 1    | 0    | 43        | 16        |
| Manchester United        | 2002–03        | 31   | 6    | 3    | 1   | 5             | 1             | 13       | 3        | 0    | 0    | 52        | 11        |
| Manchester United        | Tổng cộng      | 265  | 62   | 24   | 6   | 12            | 1             | 83       | 15       | 10   | 1    | 399       | 87        |
| Real Madrid              | 2003–04        | 32   | 3    | 4    | 2   | –             | –             | 7        | 1        | 2    | 1    | 45        | 7         |
| Real Madrid              | 2004–05        | 30   | 4    | 0    | 0   | –             | –             | 8        | 0        | 0    | 0    | 38        | 4         |
| Real Madrid              | 2005–06        | 31   | 3    | 3    | 1   | –             | –             | 7        | 1        | 0    | 0    | 41        | 5         |
| Real Madrid              | 2006–07        | 23   | 3    | 2    | 1   | –             | –             | 6        | 0        | 0    | 0    | 31        | 4         |
| Real Madrid              | Tổng cộng      | 116  | 13   | 9    | 4   | –             | –             | 28       | 2        | 2    | 1    | 155       | 20        |
| Los Angeles Galaxy       | 2007           | 5    | 0    | 0    | 0   | –             | –             | –        | –        | 2    | 1    | 7         | 1         |
| Los Angeles Galaxy       | 2008           | 25   | 5    | 0    | 0   | –             | –             | –        | –        | 0    | 0    | 25        | 5         |
| A.C. Milan (mượn)        | 2008–09        | 18   | 2    | 0    | 0   | –             | –             | 0        | 0        | 2    | 0    | 20        | 2         |
| Los Angeles Galaxy       | 2009           | 11   | 2    | 0    | 0   | –             | –             | –        | –        | 4    | 0    | 15        | 2         |
| A.C. Milan (mượn)        | 2009–10        | 11   | 0    | 0    | 0   | –             | –             | 2        | 0        | 0    | 0    | 13        | 0         |
| A.C. Milan (mượn)        | Tổng cộng      | 29   | 2    | 0    | 0   | –             | –             | 2        | 0        | 2    | 0    | 33        | 2         |
| Los Angeles Galaxy       | 2010           | 7    | 2    | 0    | 0   | –             | –             | –        | –        | 3    | 0    | 10        | 2         |
| Los Angeles Galaxy       | 2011           | 26   | 2    | 0    | 0   | –             | –             | –        | –        | 4    | 0    | 30        | 2         |
| Los Angeles Galaxy       | 2012           | 24   | 7    | 0    | 0   | –             | –             | 1        | 1        | 6    | 0    | 31        | 8         |
| Los Angeles Galaxy       | Tổng cộng      | 98   | 18   | 0    | 0   | –             | –             | 1        | 1        | 19   | 1    | 118       | 20        |
| Paris Saint-Germain      | 2012–13        | 10   | 0    | 2    | 0   | –             | –             | 2        | 0        | 0    | 0    | 14        | 0         |
| Tổng sự nghiệp           | Tổng sự nghiệp | 523  | 97   | 35   | 10  | 12            | 1             | 118      | 18       | 31   | 3    | 719       | 129       |

| Đội tuyển bóng đá Anh | Đội tuyển bóng đá Anh | Đội tuyển bóng đá Anh |
| Năm                   | Trận                  | Bàn                   |
| --------------------- | --------------------- | --------------------- |
| 1996                  | 3                     | 0                     |
| 1997                  | 9                     | 0                     |
| 1998                  | 8                     | 1                     |
| 1999                  | 7                     | 0                     |
| 2000                  | 10                    | 0                     |
| 2001                  | 10                    | 5                     |
| 2002                  | 9                     | 3                     |
| 2003                  | 9                     | 4                     |
| 2004                  | 12                    | 2                     |
| 2005                  | 9                     | 1                     |
| 2006                  | 8                     | 1                     |
| 2007                  | 5                     | 0                     |
| 2008                  | 8                     | 0                     |
| 2009                  | 8                     | 0                     |
| Tổng cộng             | 115                   | 17                    |

Bàn thắng quốc tế
| #   | Thời gian            | Địa điểm                            | Đối thủ       | Bàn thắng | Kết quả | Giải đấu                 | Chi tiết |
| --- | -------------------- | ----------------------------------- | ------------- | --------- | ------- | ------------------------ | -------- |
| 1.  | 26 tháng 6 năm 1998  | Sân vận động Bollaert-Delelis, Lens | Colombia      | 2–0       | 2–0     | 1998 FIFA World Cup      | [ 82 ]   |
| 2.  | 24 tháng 3 năm 2001  | Anfield, Liverpool                  | Phần Lan      | 2–1       | 2–1     | Vòng loại World Cup 2002 | [ 83 ]   |
| 3.  | 25 tháng 5 năm 2001  | Pride Park, Derby                   | México        | 3–0       | 4–0     | Giao hữu quốc tế         |          |
| 4.  | 6 tháng 6 năm 2001   | Sân vận động Olympic, Athens        | Hy Lạp        | 2–0       | 2–0     | Vòng loại World Cup 2002 | [ 84 ]   |
| 5.  | 6 tháng 10 năm 2001  | Old Trafford, Manchester            | Hy Lạp        | 2–2       | 2–2     | Vòng loại World Cup 2002 | [ 85 ]   |
| 6.  | 10 tháng 11 năm 2001 | Old Trafford, Manchester            | Thụy Điển     | 1–0       | 1–1     | Giao hữu quốc tế         |          |
| 7.  | 7 tháng 6 năm 2002   | Sapporo Dome, Sapporo               | Argentina     | 1–0       | 1–0     | 2002 FIFA World Cup      | [ 86 ]   |
| 8.  | 12 tháng 10 năm 2002 | Tehelné pole, Bratislava            | Slovakia      | 1–1       | 2–1     | Vòng loại Euro 2004      |          |
| 9.  | 16 tháng 10 năm 2002 | St Mary's Stadium, Southampton      | Macedonia     | 1–1       | 2–2     | Vòng loại Euro 2004      |          |
| 10. | 29 tháng 3 năm 2003  | Sân vận động Rheinpark, Vaduz       | Liechtenstein | 2–0       | 2–0     | Vòng loại Euro 2004      |          |
| 11. | 2 tháng 4 năm 2003   | Stadium of Light, Sunderland        | Thổ Nhĩ Kỳ    | 2–0       | 2–0     | Vòng loại Euro 2004      |          |
| 12. | 20 tháng 8 năm 2003  | Portman Road, Ipswich               | Croatia       | 1–0       | 3–1     | Giao hữu quốc tế         |          |
| 13. | 6 tháng 9 năm 2003   | Gradski, Skopje                     | Macedonia     | 2–1       | 2–1     | Vòng loại Euro 2004      |          |
| 14. | 18 tháng 8 năm 2004  | St James' Park, Newcastle           | Ukraina       | 1–0       | 3–0     | Giao hữu quốc tế         |          |
| 15. | 9 tháng 10 năm 2004  | Old Trafford, Manchester            | Wales         | 2–0       | 2–0     | Vòng loại World Cup 2006 | [ 87 ]   |
| 16. | 30 tháng 3 năm 2005  | St James' Park, Newcastle           | Azerbaijan    | 2–0       | 2–0     | Vòng loại World Cup 2006 | [ 88 ]   |
| 17. | 25 tháng 6 năm 2006  | Mercedes-Benz Arena, Stuttgart      | Ecuador       | 1–0       | 1–0     | 2006 FIFA World Cup      | [ 89 ]   |

## Danh hiệu đặc biệt ngoài thể thao
- Được phong Hiệp sĩ trong Huân chương Đế quốc Anh do Nữ hoàng Elizabeth II trao tặng năm 2003.
- Làm "Đại sứ thiện chí" của Quỹ nhi đồng Liên hợp quốc (UNICEF) (2005-nay).
- Được bầu làm "Đại sứ vĩ đại nhất của Anh" tại giải thưởng Người Anh vĩ đại 2007.[90]
- Là một trong "Anh hùng và Biểu tượng Time 100" của tạp chí Time.[91]
- Được ghi danh trong Forbes đứng thứ 15 trong danh sách những người nổi tiếng có ảnh hưởng nhất năm 2007, "The Celebrity 100"[92]
- Liệt kê bởi Arena đứng thứ nhất trong danh sách 40 người đàn ông có ảnh hưởng nhất lứa tuổi dưới 40 ở Anh năm 2007.[93]

## Đời sống riêng tư
Vào năm 1997, Beckham bắt đầu hẹn hò với Victoria Adams, sau khi cô tham dự một trận đấu của Manchester United. Khi đó cô nổi tiếng với tên gọi "Posh Spice" trong ban nhạc pop Spice Girls, một trong những ban nhạc pop nổi nhất thế giới lúc bấy giờ, còn đội bóng của anh cũng đang đi từ thành công này đến thành công khác. Do đó, mối quan hệ của họ ngay lập tức thu hút được rất nhiều sự chú ý của giới truyền thông. Cặp này còn được giới truyền thông gọi là "Posh và Becks". Anh cầu hôn Victoria vào ngày 24 tháng 1 năm 1998 trong một khách sạn ở Cheshunt, Anh.
Beckham tổ chức lễ cưới với Adams tại Lâu đài Luttrellstown, Ireland vào ngày 4 tháng 7 năm 1999, và từ đó cô mang tên Victoria Beckham. Lễ cưới thu hút rất nhiều thông tin từ báo chí. Đồng đội Gary Neville của Beckham làm phù rể, và con trai Brooklyn của hai người, khi đó được bốn tháng tuổi, là người giữ nhẫn cưới. Giới truyền thông không được tiếp cận buổi lễ, vì Beckham đã có hợp đồng độc quyền với Tạp chí OK!, nhưng báo chí vẫn có thể chụp ảnh họ đang ngồi trên ngai vàng. Có 437 nhân viên được mướn để làm tiếp tân, tốn khoảng £500.000.
Vào năm 1999, gia đình Beckham mua ngôi nhà nổi tiếng nhất của họ, mang tên không chính thức Beckingham Palace, gần Luân Đôn. Người ta ước tính trị giá khoảng 7,5 triệu bảng Anh. David và Victoria có ba con trai: Brooklyn Joseph Beckham (sinh 4 tháng 3 năm 1999 tại London, Anh), Romeo James Beckham (sinh ngày 1 tháng 9, 2002 tại London, Anh) và Cruz David Beckham (sinh ngày 20 tháng 2, 2005 tại Madrid, Tây Ban Nha - Cruz được đặt theo tiếng Tây Ban có nghĩa là "thánh giá"). Cha đỡ đầu của Brooklyn và Romeo là Elton John và mẹ đỡ đầu của chúng là Elizabeth Hurley. Về sau Beckham còn có thêm một cô con gái tên là Harper (sinh năm 2011).
Vào tháng 4 năm 2007, gia đình Beckham đã mua một căn biệt thự mới tại Beverly Hills, California, trùng khớp với vụ chuyển nhượng Beckham sang LA Galaxy vào tháng 7. Khu căn hộ này, trị giá 22 triệu USD, ở gần nhà của Tom Cruise và Katie Holmes, và người dẫn chương trình đàm luận Jay Leno, trong một khu dân cư riêng biệt tại những ngọn đồi của thành phố.

### Rắc rối tình cảm
Vào tháng 4 năm 2004, tờ báo lá cải của Anh News of the World đã đưa lời tuyên bố của trợ lý cá nhân cũ của anh Rebecca Loos rằng anh và Loos đã có những mối quan hệ ngoài hôn nhân. Một tuần lễ sau, người mẫu người Úc sinh tại Malaysia Sarah Marbeck tuyên bố đã ngủ với Beckham hai lần. Beckham đã bác bỏ cả hai lời tuyên bố và cho rằng nó "lố bịch".

## Danh tiếng ngoài bóng đá
Danh tiếng của Beckham mở rộng ra cả bên ngoài sân cỏ; đối với đa phần thế giới, tên của anh "có thể nhận ra ngay lập tức giống như những công ty đa quốc gia như Coca-Cola và IBM". Lần hẹn hò và lễ cưới của Beckham với Victoria, người cũng nổi tiếng vì là thành viên của nhóm nhạc Spice Girls, đã góp phần vào sự nổi tiếng của David bên ngoài sân cỏ.
Beckham nổi tiếng với hình ảnh thời trang, và cùng với Victoria, cặp đôi này trở thành hình ảnh sinh lợi đối với những nhà thiết kế quần áo, chuyên gia sức khỏe và thể lực, tạp chí thời trang, nhà sản xuất nước hoa và mỹ phẩm, nhà thiết kế tóc, công ty quảng bá huấn luyện, và các công ty nghỉ dưỡng và giải trí. Một ví dụ gần đây là một dòng nước hoa và nước hoa cạo râu mới mang tên David Beckham Instinct.
Vào năm 2007, In 2007, gia đình Beckham được tiết lộ đã được trả $13,7 triệu USD để được phát hành dòng nước hoa này tại Mỹ. Trong thế giới thời trang, David đã xuất hiện trên rất nhiều trang bìa của các tạp chí thời trang. Vào năm 2007, Beckham đã xuất hiện trong những tạp chí Mỹ như Details, và với vợ trong bản tháng 8 năm 2007 của W.
Theo Google, "David Beckham" là chủ đề được tìm kiếm nhiều nhất trong nhóm các chủ đề liên quan đến thể thao tại trang web của họ vào năm 2003 và 2004.
Khi đến Los Angeles vào ngày 12 tháng 7, 2007, đêm trước buổi ra mắt chính thức của Beckham, Sân bay quốc tế Los Angeles đầy những phóng viên. Trong đêm kế tiếp, Victoria xuất hiện trên The Tonight Show của NBC với Jay Leno để nói về cuộc dọn nhà tới L.A., và giới thiệu Leno áo đấu của Galaxy mang số 23 với tên anh trên lưng. Victoria cũng nói về chương trình TV riêng của NBC "Victoria Beckham: Coming to America"
Vào ngày 22 tháng 7, một buổi tiệc chào mừng cá nhân lớn đã được tổ chức cho hai vợ chồng tại Bảo tàng nghệ thuật đương đại Los Angeles. Những người nổi tiếng hàng đầu bao gồm Steven Spielberg, Jim Carrey, George Clooney, Tom Cruise, Katie Holmes, Will Smith, Jada Pinkett Smith, và Oprah Winfrey.
Ngày 9/10/2019, Blackpink và David Beckham tham gia sự kiện quảng bá cho sản phẩm mới của thương hiệu thể thao adidas tại Times Square Yeongdeungpo, Hàn Quốc.nhân dịp  kỷ niệm 70 năm thành lập hãng thời trang thể thao này.

## Công việc từ thiện
- Beckham đã hỗ trợ UNICEF từ khi còn ở Manchester United và vào tháng 1 năm 2005 anh trở thành Đại sứ Thiện chí tập trung vào chương trình Thể thao vì sự phát triển của UNICEF.
- Vào ngày 17 tháng 1, 2007, Rebecca Johnstone, một bệnh nhân ung thư 19 tuổi tại Hamilton, Ontario, Canada đã nhận được một cuộc điện thoại bất ngờ từ Beckham. Sau buổi nói chuyện, anh đã gửi cho cô một chiếc áo đấu của Real Madrid với chữ ký trên đó. Rebecca qua đời vào ngày 29 tháng 1, 2007.[109]

- Beckham hiện là người phát ngôn của Malaria No More, một tổ chức phi lợi nhuận đóng tại New York ra đời vào năm 2006. Nhiệm vụ của Malaria No More là kết thúc những cái chết do sốt rét ở châu Phi. Beckham xuất hiện trong một Buổi công bố dịch vụ công cộng năm 2007 để quảng bá nhu cầu sử dụng màn (mùng) giá rẻ. Đoạn TV này được chiếu tại Mỹ với kênh FOX, và có thể xem tại YouTube.[110]

## Xuất hiện trên phim ảnh
Bend It Like Beckham
Beckham chưa bao giờ xuất hiện trong bộ phim Bend It Like Beckham năm 2002 ngoài những cảnh ghép. Anh và vợ muốn đóng thật sự nhưng lịch làm việc của họ khiến họ không có thời gian, do đó đạo diễn đã sử dụng những người trông nhang nhác.
Bộ ba The Goal!
"Beckham" xuất hiện ngắn với Zidane và Raùl, trong bộ phim năm 2005 Goal!: The Dream Begins. Dường như Andy Harmer, người đã đóng vai Beckham trong Bend It..., cũng xuất hiện ở đây trong một cảnh đóng vai Becks. Bản thân Beckham xuất hiện trong phần hai Goal! 2: Living the Dream... với vai trò lớn hơn, khi nhân vật chính của bộ phim chuyển tới Real Madrid. Lần này câu chuyện xoay quanh đội bóng Real Madrid, và ngoài Beckham, những cầu thủ thật sự của Real Madrid cũng xuất hiện trong vào ngoài sân cỏ, cùng với những nhân vật hư cấu. Beckham cũng xuất hiện trong Goal! 3, dự tính phát hành vào năm 2008.
Asterix tại Olympic (Astérix aux jeux olympiques)
Trong bộ phim đầu tiên anh đóng vai người khác, Beckham có một vai nhỏ (một lần nữa cùng với đồng đội cũ ở Real Zidane) trong bộ phim thu trực tiếp nói tiếng Pháp dựa trên truyện tranh, với thời gian phát hành dự tính trùng với Đại hội thể thao Olympic Bắc Kinh.
Dù đã chuyển tới Los Angeles, Beckham đã nói rằng không có lợi ích cá nhân gì khi đóng phim, nói rằng anh đã rất "vất vả".

## Kỷ lục
Beckham đã làm đội trưởng đội tuyển Anh 58 lần, một trong những người nhiều nhất trong lịch sử Anh.
Với cú đá phạt trong trận gặp Ecuador tại vòng hai World Cup, 2006 Beckham đã thuộc về hai nhóm đặc biệt: anh trở thành cầu thủ Anh duy nhất — và cầu thủ thứ 21 trên thế giới — ghi bàn trong ba kì World Cup liên tiếp. Đồng đội tại Real Madrid Raúl cũng đã đạt được điều này vài ngày trước đó. Nó cũng đưa anh thành người thứ năm trong lịch sử World Cup hai lần ghi bàn từ đá phạt trực tiếp, bốn người khác là Pelé, Rivelino, Teófilo Cubillas và Bernard Genghini (Beckham trước đó ghi bàn như vậy trong trận gặp Colombia trong vòng đầu tiên World Cup 1998).

## Hình xăm
Beckham có nhiều hình xăm trên cơ thể, một trong số đó là tên vợ anh Victoria, viết bằng tiếng Hindi, vì Beckham cho rằng sẽ "tầm thường" nếu viết bằng tiếng Anh. Một hình xăm khác, được biết bằng tiếng Hebrew אני לדודי ודודי לי הרעה בשושנים, nghĩa tiếng Anh là "I am my beloved's, and my beloved is mine, that shepherds among the lilies." Câu này trích từ Bài hát của những bài hát trong Kinh thánh Hebrew, và một bài ca tán tụng của người Do Thái đối với lòng trung thành. Beckham cũng bị giới truyền thông nhạo báng là giống như "Người lái xe cho thiên thần ở địa ngục" và một "cậu bé hư hỏng trong bóng đá" vì số lượng hình xăm ngày càng nhiều, cách vẽ và vị trí của chúng.
Thứ tự thời gian các hình xăm:
- tháng 4 năm 1999 - tên cậu con trai Brooklyn trên lưng.
- tháng 4 năm 1999 - thiên thần trên lưng.
- 2000 - Chữ "Victoria" bằng tiếng Hindi trên cánh tay trái.
- tháng 4 năm 2002 - số VII La Mã trên cánh tay phải.
- tháng 5 năm 2003 - dòng chữ La tinh "Perfectio In Spiritu", có nghĩa là "Sự hoàn hảo tinh thần", trên cánh tay phải.
- tháng 5 năm 2003 - Dòng chữ Latin, "Ut Amem Et Foveam" hay "để tôi yêu và thương mến", trên cánh tay trái.
- 2003 - Tên của Romeo ở lưng.
- 2003 - Kiểu vẽ theo cách cổ điển trên vai phải.
- 2004 - Chữ thập có cánh trên cổ.
- 2004 - Thiên thần với khẩu hiệu "In The Face of Adversity" trên cánh tay phải.
- tháng 3 năm 2005 - Tên Cruz trên lưng.
- tháng 6 năm 2006 - Thiên thần và mây thứ hai được thêm vào cánh tay và vai phải.
- tháng 1 năm 2008 - Chân dung Victoria ở cánh tay trái.
- tháng 2 năm 2008 - "Forever by your side" (Luôn bên em) trên cánh tay trái.
- 9 tháng 3 năm 2008 ở tầng 4, số 8, Đường Cameron, Tsim Sha Tsui Hong Kong [121] - Câu ngạn ngữ Trung Hoa "生死有命, 富貴在天" (Sống chết có số, phú quý tại trời) ở thân trái, chạy từ ngực đến hông.

### Sách
- Beckham, David (2002). David Beckham: My Side. HarperCollinsWillow. (ISBN 0-00-715732-0).
- Beckham, David (2001). Beckham: My World. Freeman, Dean. Hodder & Stoughton Ltd. (ISBN 0-340-79270-1).
- Beckham, David (2003). Beckham: Both Feet on the Ground. Watt, Tom. HarperCollins. (ISBN 0-06-057093-8).
- Crick, Michael (2003). The Boss -- The Many Sides of Alex Ferguson. Pocket Books. (ISBN 0-7434-2991-5).
- Ferguson, Alex (1999). Managing My Life -- My Autobiography. McIlvanney, Hugh. Hodder & Stoughton. (ISBN 0-340-72855-8).

### Internet
1. 1 2  Hugman, Barry J., biên tập (2003). The PFA Footballers' Who's Who 2003/2004. Harpenden: Queen Anne Press. tr. 42. ISBN 978-1-85291-651-0.
2. ↑  "David Beckham". Paris Saint-Germain F.C. Bản gốc lưu trữ ngày 23 tháng 4 năm 2013.
3. ↑  "David Beckham: Overview". Premier League. Truy cập ngày 16 tháng 7 năm 2022.
4. ↑  "David Beckham". Major League Soccer. Truy cập ngày 16 tháng 7 năm 2022.
5. 1 2  "Những siêu phẩm đá phạt của Beckham trong 10 năm qua - Video bóng đá - Zing.vn". Bản gốc lưu trữ ngày 1 tháng 1 năm 2014. Truy cập ngày 1 tháng 1 năm 2014.
6. 1 2  "David Beckham was one of best and most significant footballers of his generation". ngày 13 tháng 5 năm 2015. Truy cập ngày 1 tháng 9 năm 2019.
7. ↑  Beckham is world's highest-paid player
8. ↑  Google Press Center: Zeitgeist
9. ↑  "Brand it like Beckham". money.cnn.com. ngày 6 tháng 6 năm 2007. Truy cập ngày 21 tháng 8 năm 2007.
10. ↑  "Becks and Bucks". Lưu trữ bản gốc ngày 24 tháng 5 năm 2012. Truy cập ngày 24 tháng 5 năm 2012.
11. ↑  "Beckham recalled to England squad". BBC Sport. ngày 26 tháng 5 năm 2007. Truy cập ngày 28 tháng 5 năm 2007.
12. ↑  Bandini, Paolo (ngày 11 tháng 1 năm 2007). "Beckham confirms LA Galaxy move". The Guardian. Truy cập ngày 10 tháng 5 năm 2007.
13. ↑  "Home". Bản gốc lưu trữ ngày 12 tháng 1 năm 2008. Truy cập ngày 27 tháng 5 năm 2008.
14. ↑  "On the Beckham Watch..." Bản gốc lưu trữ ngày 10 tháng 9 năm 2007. Truy cập ngày 27 tháng 5 năm 2008.
15. ↑  Ancestry of David Beckham, compiled by Michael J. Wood.
16. ↑  "Beckhams 'to send son to LA Jewish nursery'". Jewish Chronicle. ngày 18 tháng 4 năm 2008. Truy cập ngày 5 tháng 5 năm 2008.
17. ↑  "Beckham launches into the Galaxy". Guardian Unlimited. Truy cập ngày 14 tháng 7 năm 2007.
18. ↑  The FA - Becks' Brimsdown boost, article from 24 tháng 9 năm 2004 truy cập 7 tháng 7 năm 2007
19. ↑  The most famous comment was Alan Hansen's "You can't win anything with kids", quoted in The Boss 405. Beckham scored United's goal from a distance of around 30 metres.
20. ↑  "Euro 96 stars going strong". FA. ngày 21 tháng 1 năm 2005. Truy cập ngày 16 tháng 7 năm 2007.
21. ↑  Sky Sports' commentator Martin Tyler's words "You'll see that over and over again" proved prophetic as the goal was voted Premier League Goal of the Decade in 2003.
22. ↑  "Fixture List for 1997/98 Season". geocities.com. Bản gốc lưu trữ ngày 25 tháng 10 năm 2009. Truy cập ngày 16 tháng 7 năm 2007.
23. ↑  "Man Utd's flawed genius?". BBC News, 7 tháng 1 2000. Truy cập ngày 6 tháng 10 năm 2005.
24. ↑  The Boss 469.
25. ↑  "Will Becks give Man Utd the boot?". BBC News, 18 tháng 2 2003. Truy cập ngày 6 tháng 10 năm 2005.
26. ↑  "Beckham's pride at OBE". BBC News, 13 tháng 6 2003. Truy cập ngày 6 tháng 10 năm 2005.
27. ↑  "Did "hatchet man" target Beckham?". ESPN Socernet. ngày 2 tháng 4 năm 2002. Truy cập ngày 7 tháng 10 năm 2005.
28. ↑  "Beckham signs new contract". BBC News, tháng 5 năm 2002. Truy cập ngày 7 tháng 10 năm 2005.
29. ↑  "Beckham to stay in Tây Ban Nha". Guardian Unlimited Football, 11 tháng 6 2003. Truy cập ngày 24 tháng 5 năm 2006.
30. ↑  Equivalent to, at the time, £25.000.000 or US$41.000.000.
31. ↑  "The number 23". The Guardian. ngày 3 tháng 6 năm 2003. Truy cập ngày 9 tháng 6 năm 2007.
32. ↑  "Intruder alert for Victoria Beckham". Manchester Online, 20 tháng 7 2004. Truy cập ngày 9 tháng 10 năm 2005.
33. ↑  "FA wants explanation from Beckham". BBC News, 14 tháng 10 2004. Truy cập ngày 6 tháng 10 năm 2005.
34. ↑  Maul, Kimberly. David Beckham: Soccer Star and Book Judge Lưu trữ ngày 12 tháng 12 năm 2007 tại Wayback Machine. The Book Standard. 11 tháng 1 2006.
35. ↑  "Uncertainty over Beckham's future at Real Madrid". International Herald Tribune. ngày 10 tháng 1 năm 2007. Truy cập ngày 10 tháng 5 năm 2007.
36. ↑  "Real coach calls time on Beckham". BBC Sport. ngày 13 tháng 1 năm 2007. Truy cập ngày 13 tháng 1 năm 2007.
37. ↑  "Beckham scores on Madrid return". BBC Sport. ngày 10 tháng 2 năm 2007. Truy cập ngày 10 tháng 2 năm 2007.
38. ↑  ""Becks and Bucks"". Lưu trữ bản gốc ngày 24 tháng 5 năm 2012. Truy cập ngày 24 tháng 5 năm 2012.
39. ↑  Events surround MLS SuperDraft Lưu trữ ngày 27 tháng 5 năm 2008 tại Wayback Machine. MLSnet.com. 10 tháng 1 2007.
40. ↑  Associated Press (ngày 12 tháng 1 năm 2007). "Beckham set to invade America".
41. ↑  "The Beckham has Landed". socceramerica.com. ngày 13 tháng 7 năm 2007. Truy cập ngày 14 tháng 7 năm 2007.[liên kết hỏng]
42. ↑  "David Beckham's First Match in Major League Soccer Live on ESPN Saturday, July 21". ESPN. ngày 5 tháng 7 năm 2007. Bản gốc lưu trữ ngày 24 tháng 12 năm 2008. Truy cập ngày 14 tháng 7 năm 2007.
43. ↑  9 tháng 8 năm 2007-beckham-debut_N.htm "Beckham makes MLS debut but Galaxy stumbles in D.C." USA Today. Truy cập ngày 15 tháng 8 năm 2007. {{Chú thích web}}: Kiểm tra giá trị |url= (trợ giúp)
44. ↑  "Beckham takes captain's armband to great effect". ESPN.com. ngày 16 tháng 8 năm 2007. Bản gốc lưu trữ ngày 10 tháng 5 năm 2011. Truy cập ngày 29 tháng 5 năm 2008.
45. ↑  BBC Sport: Beckham begins Arsenal training
46. ↑  "Beckham, Donovan propel L.A. past Quakes". ESPN.com. ngày 4 tháng 4 năm 2008. Bản gốc lưu trữ ngày 8 tháng 4 năm 2008. Truy cập ngày 4 tháng 4 năm 2008.
47. ↑  "ESPNsoccernet - MLS - Canales: Beckham shows scoring touch against Wizards". Bản gốc lưu trữ ngày 17 tháng 3 năm 2009. Truy cập ngày 29 tháng 5 năm 2008.
48. ↑  Beckham gia nhập AC Milan VnExpress
49. ↑  "Beckham bất ngờ giải nghệ".
50. ↑  "Thi đấu 14 trận, Beckham trở thành huyền thoại của Paris SG".
51. ↑  "Moldova 0 - England 3". englandstats.com. Bản gốc lưu trữ ngày 15 tháng 6 năm 2011. Truy cập ngày 16 tháng 7 năm 2007.
52. ↑  "English PFA Young Player Of The Year Award". napit.co.uk. Truy cập ngày 16 tháng 7 năm 2007.
53. ↑  "England in World Cup 1998 Squad Records". englandfootballonline.com. Truy cập ngày 10 tháng 6 năm 2007.
54. ↑  "Beckham Blasts Hoddle". Dispatch Online, 29 tháng 6 1998. Truy cập ngày 5 tháng 10 năm 2005.
55. ↑  "Argentina 2-2 England Lưu trữ ngày 11 tháng 1 năm 2010 tại Wayback Machine", englandfc.com, 30 tháng 6 năm 1998. URL truy cập ngày 25 tháng 6 năm 2006.
56. ↑  "Simeone admits trying to get Beckham sent off". Rediff Sports. Truy cập ngày 26 tháng 10 năm 2005.
57. ↑  "Beckham's Darkest Hour". Article on official UEFA website. Bản gốc lưu trữ ngày 12 tháng 1 năm 2006. Truy cập ngày 6 tháng 10 năm 2005.
58. ↑  A reference to Brooklyn. "Leader -- Play games behind closed doors". New Statesman, 26 tháng 6 2000. Bản gốc lưu trữ ngày 27 tháng 11 năm 2011. Truy cập ngày 4 tháng 10 năm 2005.
59. ↑  "Media sympathy for Beckham's gesture". BBC News, 14 tháng 6 2000. Truy cập ngày 4 tháng 10 năm 2005.
60. ↑  "David Beckham, Goodwill Ambassador". Trang chủ UNICEF. Bản gốc lưu trữ ngày 1 tháng 11 năm 2010. Truy cập ngày 9 tháng 10 năm 2005.
61. ↑  "England 1-0 Ecuador", BBC Sport, 25 tháng 6 2006. URL truy cập on 25 tháng 6 năm 2006.
62. ↑  "Beckham quits as England captain", BBC Sport, 2 tháng 7 2006. URL truy cập on 2 tháng 7 năm 2006.
63. ↑  Đây là sự nhầm lẫn của Beckham - anh chỉ mới chơi 94 trận vào thời điểm đó.
64. ↑  "Terry named new England skipper". Truy cập ngày 10 tháng 8 năm 2006.
65. ↑  "Three's the magic number". TheFA.com. ngày 6 tháng 6 năm 2007. Truy cập ngày 9 tháng 6 năm 2007.
66. ↑  "Becks and England suffer Wembley woe". Bản gốc lưu trữ ngày 23 tháng 10 năm 2012. Truy cập ngày 29 tháng 5 năm 2008.
67. ↑  Beckham dismisses retirement talk, BBC Sport ngày 21 tháng 11 năm 2007. Truy cập ngày 22 tháng 11 năm 2007.
68. ↑  Beckham acknowledges lack of fitness., FOX Sports, ngày 28 tháng 2 năm 2008, truy cập ngày 1 tháng 3 năm 2008
69. ↑  Beckham to start in Paris for 100th cap, CNN, ngày 26 tháng 3 năm 2008, Bản gốc lưu trữ ngày 29 tháng 3 năm 2008, truy cập ngày 26 tháng 3 năm 2008
70. ↑  Hart & Jagielka in England Squad, BBC, ngày 11 tháng 5 năm 2008, truy cập ngày 11 tháng 5 năm 2008
71. ↑  Capello names Beckham as captain for T&T friendly, FOX Sports, ngày 31 tháng 5 năm 2008, truy cập ngày 31 tháng 5 năm 2008
72. ↑  "Messi and the others best free kick takers in history". ngày 20 tháng 9 năm 2018. Truy cập ngày 1 tháng 9 năm 2019.
73. 1 2  "Manchester United Legends - David Beckham". manutdzone.com. Bản gốc lưu trữ ngày 18 tháng 8 năm 2008. Truy cập ngày 28 tháng 5 năm 2007.
74. ↑  "Beckham will not play for Real again - Capello". chinadaily.com. ngày 14 tháng 1 năm 2007. Truy cập ngày 28 tháng 5 năm 2007.
75. ↑  "Coach says Beckham won't play again for Real Madrid". International Herald Time. ngày 13 tháng 1 năm 2007. Lưu trữ bản gốc ngày 20 tháng 6 năm 2007. Truy cập ngày 28 tháng 5 năm 2007.
76. ↑  Beckham red card but joy for Sven Lưu trữ ngày 10 tháng 5 năm 2011 tại Wayback Machine, The Sunday Times, 9 tháng 10 2005. Truy cập 9 tháng 4, 2007.
77. ↑  "Beckham Magazine - Statistics". Bản gốc lưu trữ ngày 14 tháng 10 năm 2008. Truy cập ngày 30 tháng 5 năm 2008.
78. ↑  BBC SPORT | Football | Galaxy owners defend Beckham move
79. ↑  bao gồm các giải đấu Siêu cúp Anh, Siêu cúp bóng đá châu Âu, Cúp bóng đá liên lục địa, FIFA Club World Cup, Siêu cúp Tây Ban Nha và SuperLiga
80. ↑  National Football Teams::.. Player - David Beckham
81. ↑  David Robert Joseph Beckham - Century of International Appearances
82. ↑  "FIFA.com - 1998 FIFA World Cup France ™". Bản gốc lưu trữ ngày 16 tháng 5 năm 2010. Truy cập ngày 6 tháng 3 năm 2011.
83. ↑  "FIFA.com - 2002 FIFA World Cup Korea/Japan ™". Bản gốc lưu trữ ngày 15 tháng 2 năm 2010. Truy cập ngày 6 tháng 3 năm 2011.
84. ↑  "FIFA.com - 2002 FIFA World Cup Korea/Japan ™". Bản gốc lưu trữ ngày 10 tháng 2 năm 2010. Truy cập ngày 6 tháng 3 năm 2011.
85. ↑  "FIFA.com - 2002 FIFA World Cup Korea/Japan ™". Bản gốc lưu trữ ngày 4 tháng 9 năm 2009. Truy cập ngày 6 tháng 3 năm 2011.
86. ↑  "FIFA.com - 2002 FIFA World Cup Korea/Japan ™". Bản gốc lưu trữ ngày 29 tháng 6 năm 2009. Truy cập ngày 6 tháng 3 năm 2011.
87. ↑  "FIFA.com - 2006 FIFA World Cup Germany™". Bản gốc lưu trữ ngày 13 tháng 10 năm 2009. Truy cập ngày 6 tháng 3 năm 2011.
88. ↑  "FIFA.com - 2006 FIFA World Cup Germany™". Bản gốc lưu trữ ngày 13 tháng 10 năm 2009. Truy cập ngày 6 tháng 3 năm 2011.
89. ↑  "FIFA.com - 2006 FIFA World Cup Germany™". Bản gốc lưu trữ ngày 5 tháng 4 năm 2010. Truy cập ngày 6 tháng 3 năm 2011.
90. ↑  " Lưu trữ ngày 8 tháng 1 năm 2012 tại Wayback Machine"
91. ↑  David Beckham: 	Soccer's Metrosexual Lưu trữ ngày 28 tháng 4 năm 2009 tại Wayback Machine. TIME magazine.
92. ↑  "The Celebrity 100". Forbes. ngày 14 tháng 6 năm 2007. Truy cập ngày 17 tháng 7 năm 2007.
93. ↑  "Britain's original style magazine – for men". Bản gốc lưu trữ ngày 21 tháng 5 năm 2008. Truy cập ngày 30 tháng 5 năm 2008.
94. ↑  "Sun pips OK! to Posh wedding photos". BBC News. Truy cập ngày 25 tháng 5 năm 2006.
95. ↑  "Wedded spice". BBC News, 5 tháng 7 1999. Truy cập ngày 2 tháng 12 năm 2005.
96. ↑  "Victoria and David Beckham Marriage Profile". Bản gốc lưu trữ ngày 5 tháng 2 năm 2012. Truy cập ngày 2 tháng 6 năm 2008.
97. ↑  "David, Victoria Beckham Have a Third Son - Birth, David Beckham, Victoria Beckham: People.com". Bản gốc lưu trữ ngày 6 tháng 8 năm 2016. Truy cập ngày 2 tháng 6 năm 2008.
98. ↑  BBC.co.uk: Beckham story is tabloids' dream
99. ↑  "TimesOnline: Beckham flies back to Madrid from holiday". Bản gốc lưu trữ ngày 8 tháng 11 năm 2023. Truy cập ngày 2 tháng 6 năm 2008.
100. ↑  "Beckham to stay in Spain". BBC News. Truy cập ngày 7 tháng 10 năm 2005.
101. ↑  Beckham the worldwide brand, a tháng 6 năm 2006 article from an Associated New Media website
102. ↑  David Beckham Instinct
103. ↑  The Beckhams: American Idols: W Feature Story on Style.com
104. ↑  "2003 Year-End Google Zeitgeist". Google.com. Truy cập ngày 9 tháng 10 năm 2005., "2004 Year-End Google Zeitgeist". Google.com. Truy cập ngày 9 tháng 10 năm 2005.
105. ↑  The Beckhams Take Hollywood[liên kết hỏng]
106. ↑  Victorial Beckham coming to America
107. ↑  Hollywood breathlessly awaits Beckhams
108. ↑  "Blackpink phấn khích như fangirl, ôm David Beckham tại sự kiện ở quê nhà".
109. ↑  "To Rebecca, with love". Toronto Star. ngày 26 tháng 1 năm 2007. Truy cập ngày 2 tháng 2 năm 2007.
110. ↑  David Beckham: Fight Malaria by Donating a $10 Bed Net
111. ↑  Bend It Like Beckham trên Internet Movie Database
112. ↑  "beckhamlookalike.com". Bản gốc lưu trữ ngày 1 tháng 5 năm 2007. Truy cập ngày 2 tháng 6 năm 2008.
113. ↑  Goal! 2: Living the Dream... trên Internet Movie Database
114. ↑  David Beckham
115. ↑  Astérix aux jeux olympiques (2008)
116. ↑  "David Beckham's Hollywood snub". askmen.com. ngày 2 tháng 3 năm 2007. Bản gốc lưu trữ ngày 1 tháng 10 năm 2007. Truy cập ngày 15 tháng 8 năm 2007.
117. ↑  "Beckham stands down". ngày 2 tháng 7 năm 2006. Truy cập ngày 14 tháng 7 năm 2007.
118. ↑  "England 1-0 Ecuador", BBC Sport, 25 tháng 6 2006. URL truy cập on 25 tháng 6 năm 2006.
119. ↑  "Beckham's tattoo sparks debate". BBC News. ngày 22 tháng 5 năm 2004. Truy cập ngày 27 tháng 6 năm 2006.
120. ↑  "Becks' tatt-trick". Daily Star. ngày 16 tháng 3 năm 2005.
121. ↑  http://www1.appledaily.atnext.com//template/apple/art_main.cfm?iss_id=20080310&sec_id=4104&subsec_id=12731&art_id=10845406 Lưu trữ ngày 12 tháng 3 năm 2008 tại Wayback Machine (truy cập 19/03/2008) Beckham obtained the tattoo on 9 tháng 3 năm 2008 in Hong Kong, from an artist named Gabie at 龍威雕師. LeBron James và Kobe Bryant also obtained tattoos from the same artist.